# Renacimiento flamenco
Renacimiento flamenco son expresiones historiográficas con las que se designan las producciones artísticas del periodo del Renacimiento en el territorio denominado tradicional pero equívocamente Flandes (no correspondiente a ninguna entidad territorial actual, sino a lo que en la época eran los Países Bajos de los Habsburgo); la denominación se aplica tanto al siglo XV (para el que se habla más bien de Gótico flamenco o Primitivos flamencos) como al siglo XVI, particularmente en su segunda mitad (un periodo que para el Renacimiento italiano se denomina Manierismo). Como en el resto de la Europa al norte de los Alpes, se le considera un Renacimiento nórdico. A finales del siglo XVI, con la división de los Países Bajos entre la zona católica, vinculada a la Monarquía Hispánica, y la zona protestante e independiente, se establecerá la división cultural y artística entre los núcleos artísticos del Sur ("escuela flamenca") y los del Norte ("escuela holandesa").

## Arquitectura

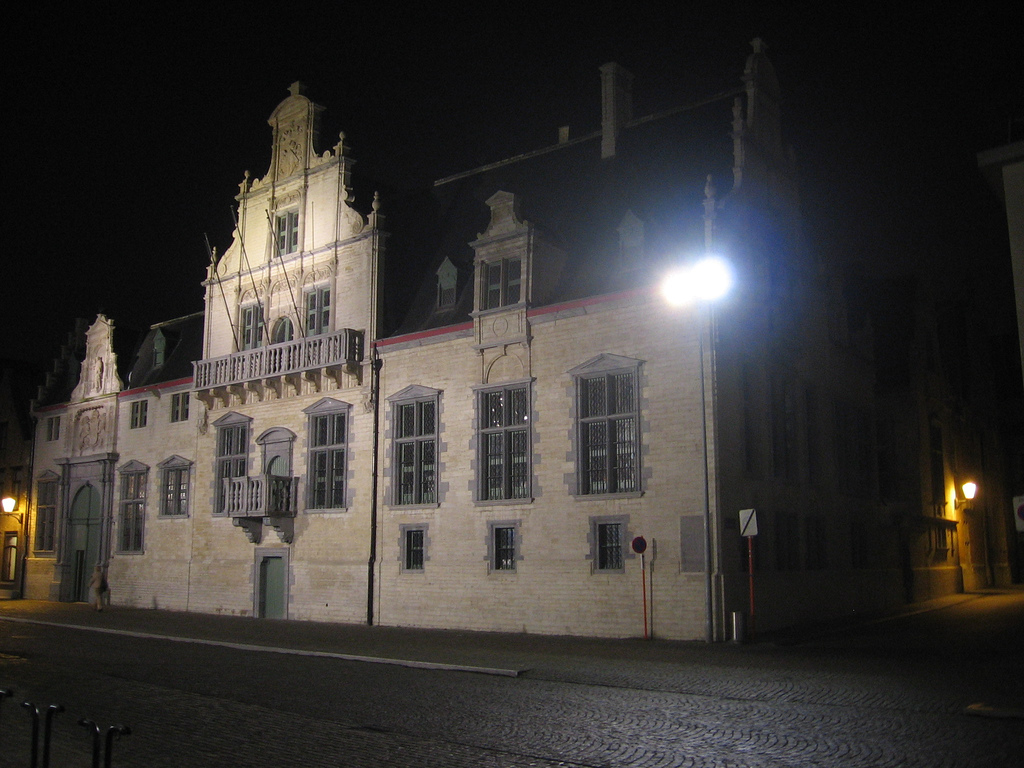
Hof van Savoye, el palacio de la corte de Margarita de Austria en Malinas. Entre 1517 y 1530 su construcción estuvo a cargo de Rombout II Keldermans.
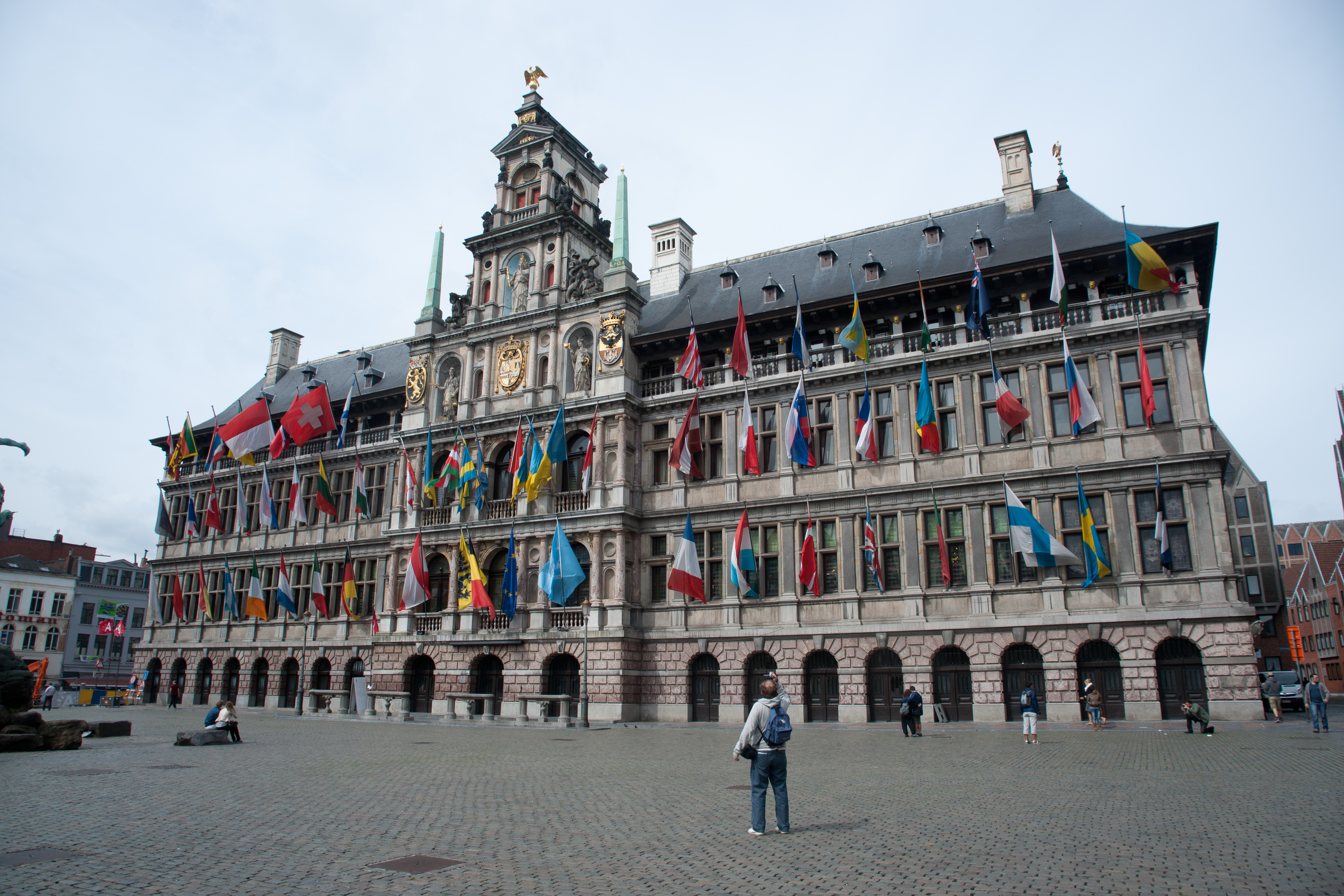
Stadhuis (palacio municipal) de Amberes, 1560-1565, fue reconstruido tras el saco de Amberes de 1576.
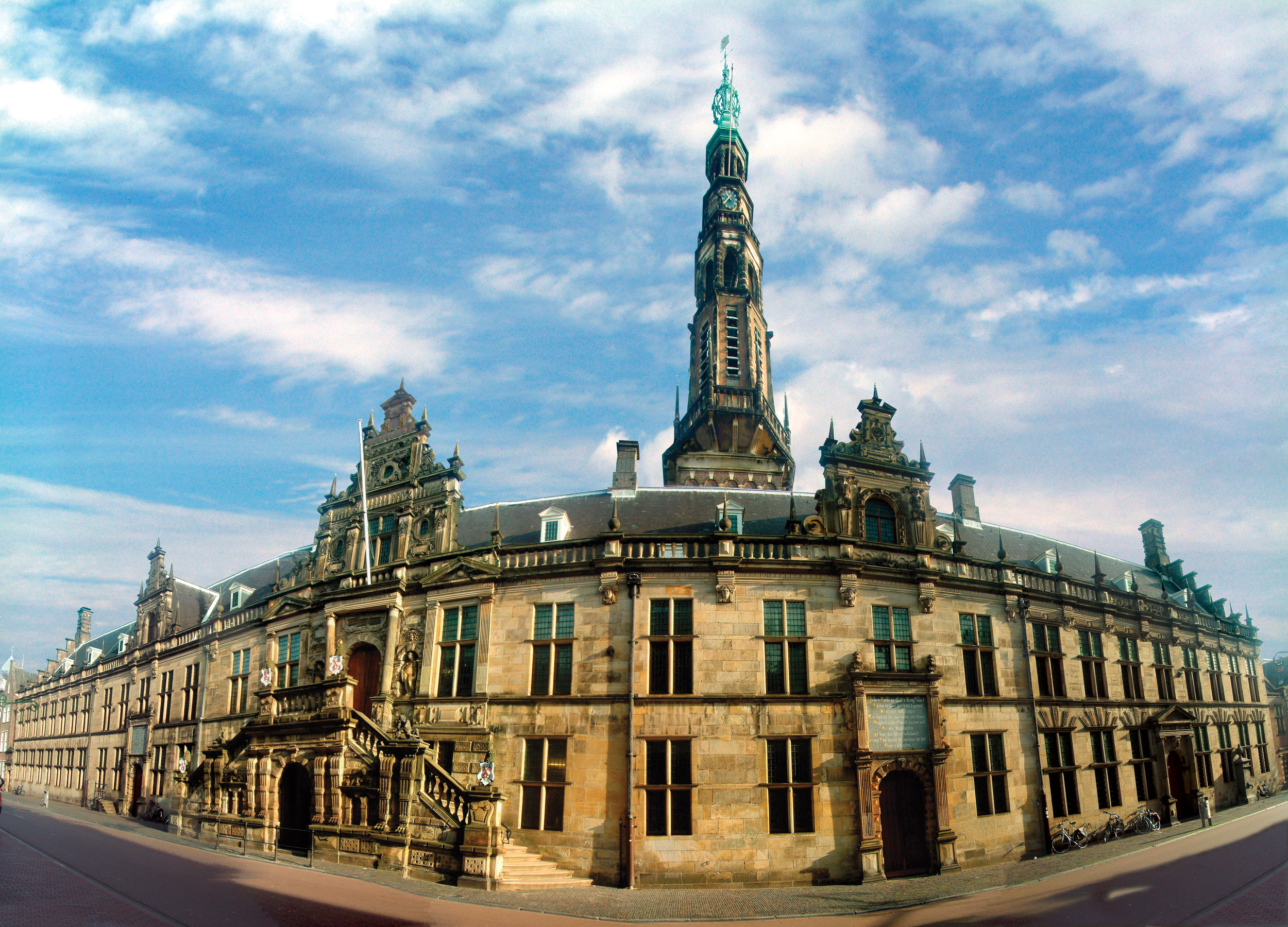
Stadhuis de Leiden, de Lieven de Key, ca. 1600.

## Escultura

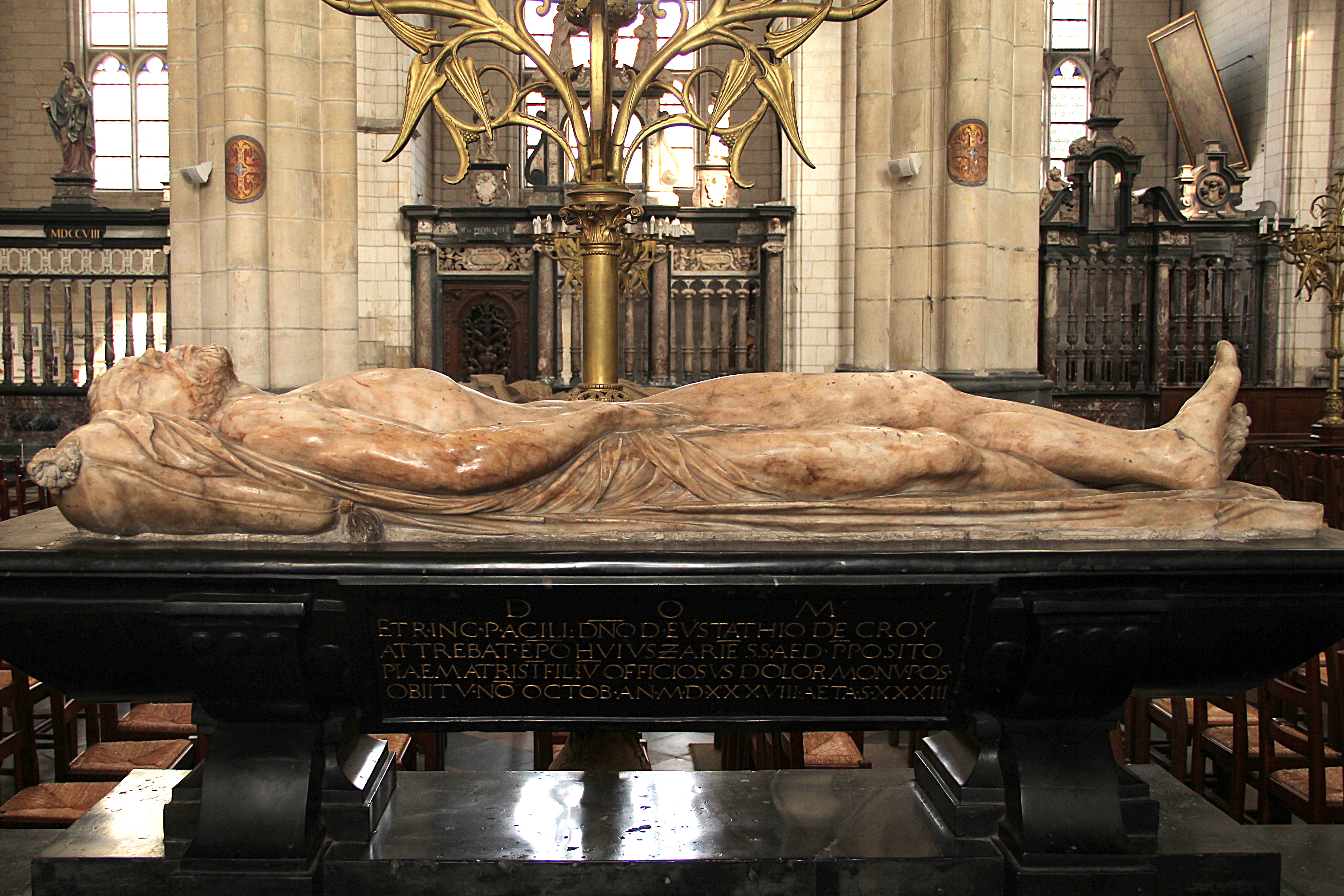
Gisant del mausoleo de Eustache de Croÿ en la catedral de Saint-Omer, de Jacques Du Brœucq, 1540.
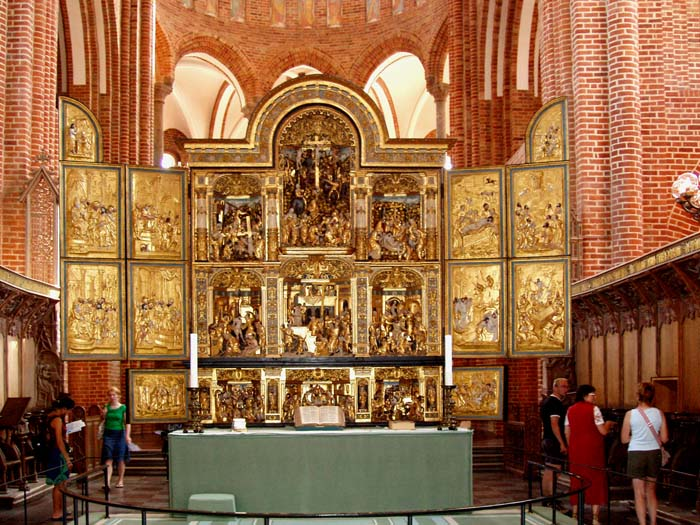
Retablo de la catedral de Roskilde, 1550–1560. Es uno de los llamados "retablos de Amberes".
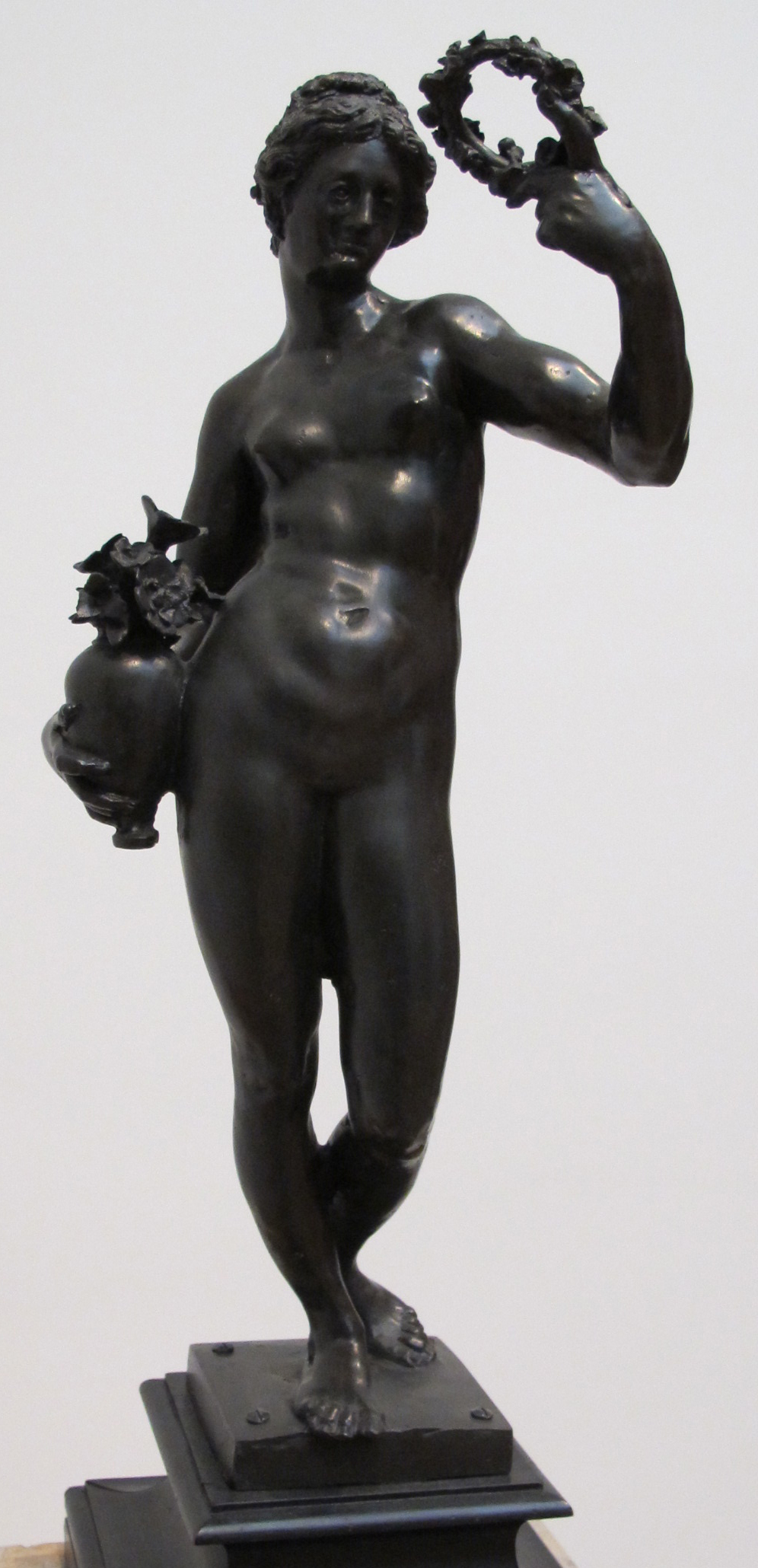
Flora, de Adrian de Vries.
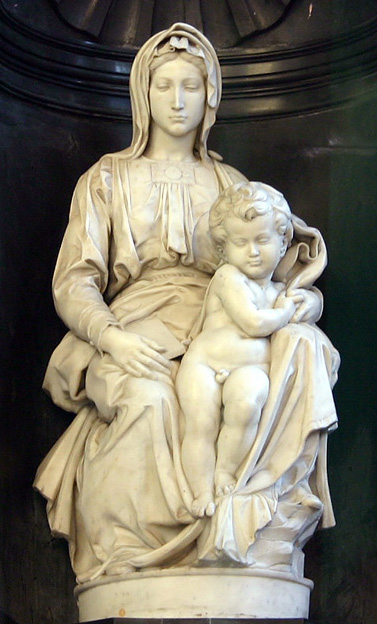
Esculpida por Miguel Ángel en Italia en 1504, la Madonna de Brujas, trasladada a la iglesia de Nuestra Señora de Brujas en 1506.

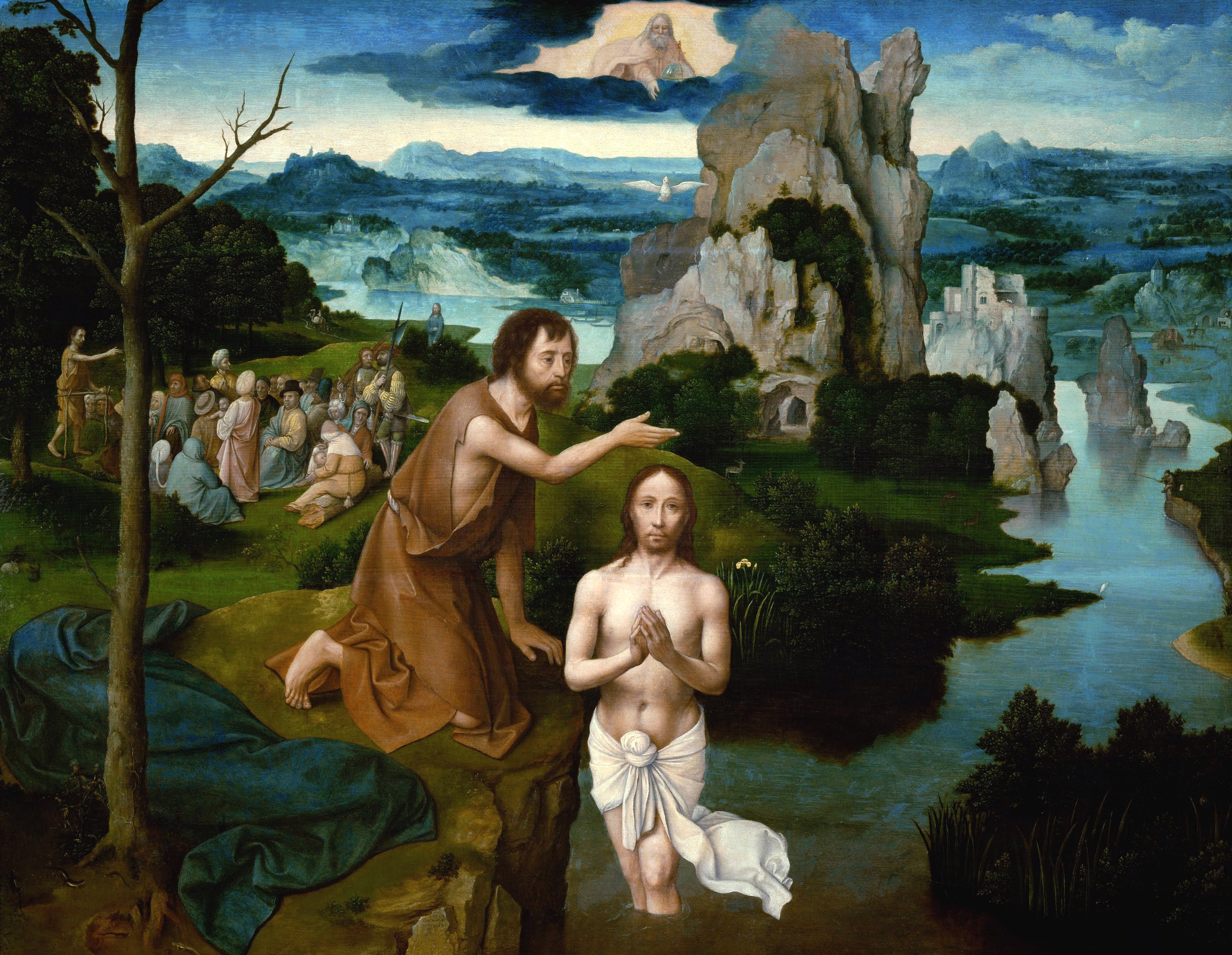
Bautismo de Cristo, de Joaquín Patinir, 1510-1520.

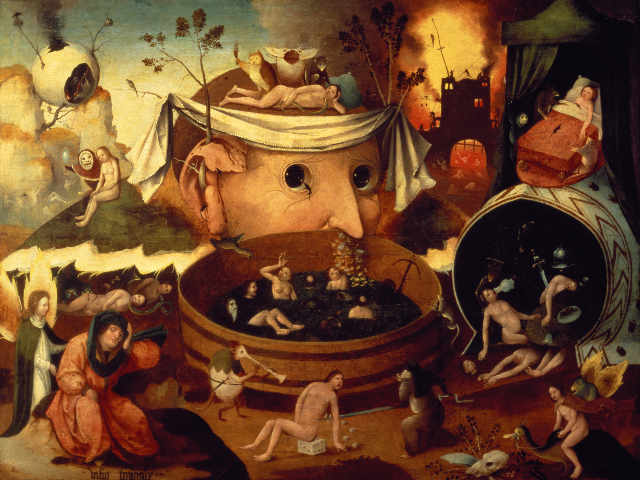
Visión de Tondal, de un seguidor del Bosco, comienzos del.

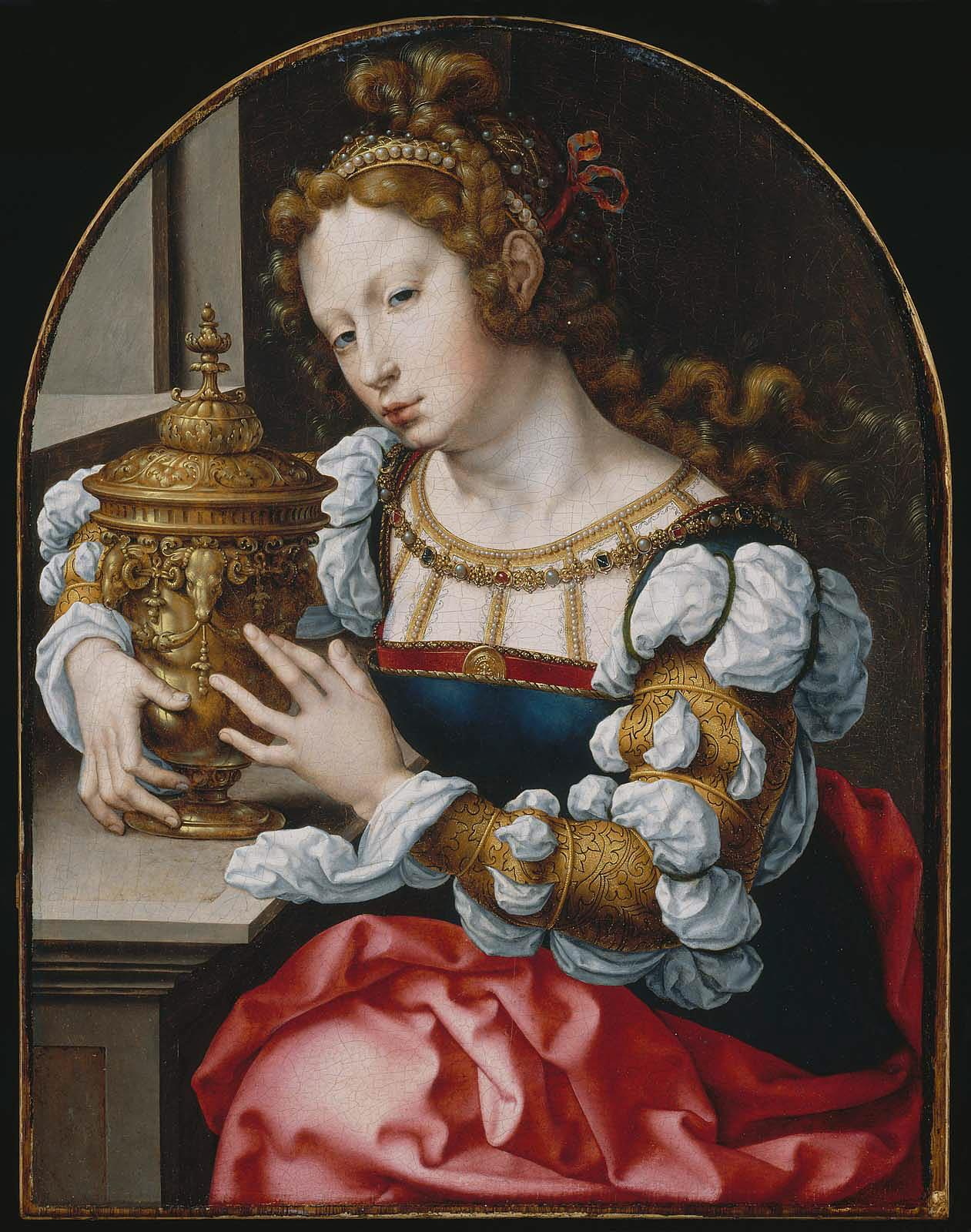
María Magdalena, de Mabuse, ca. 1530.

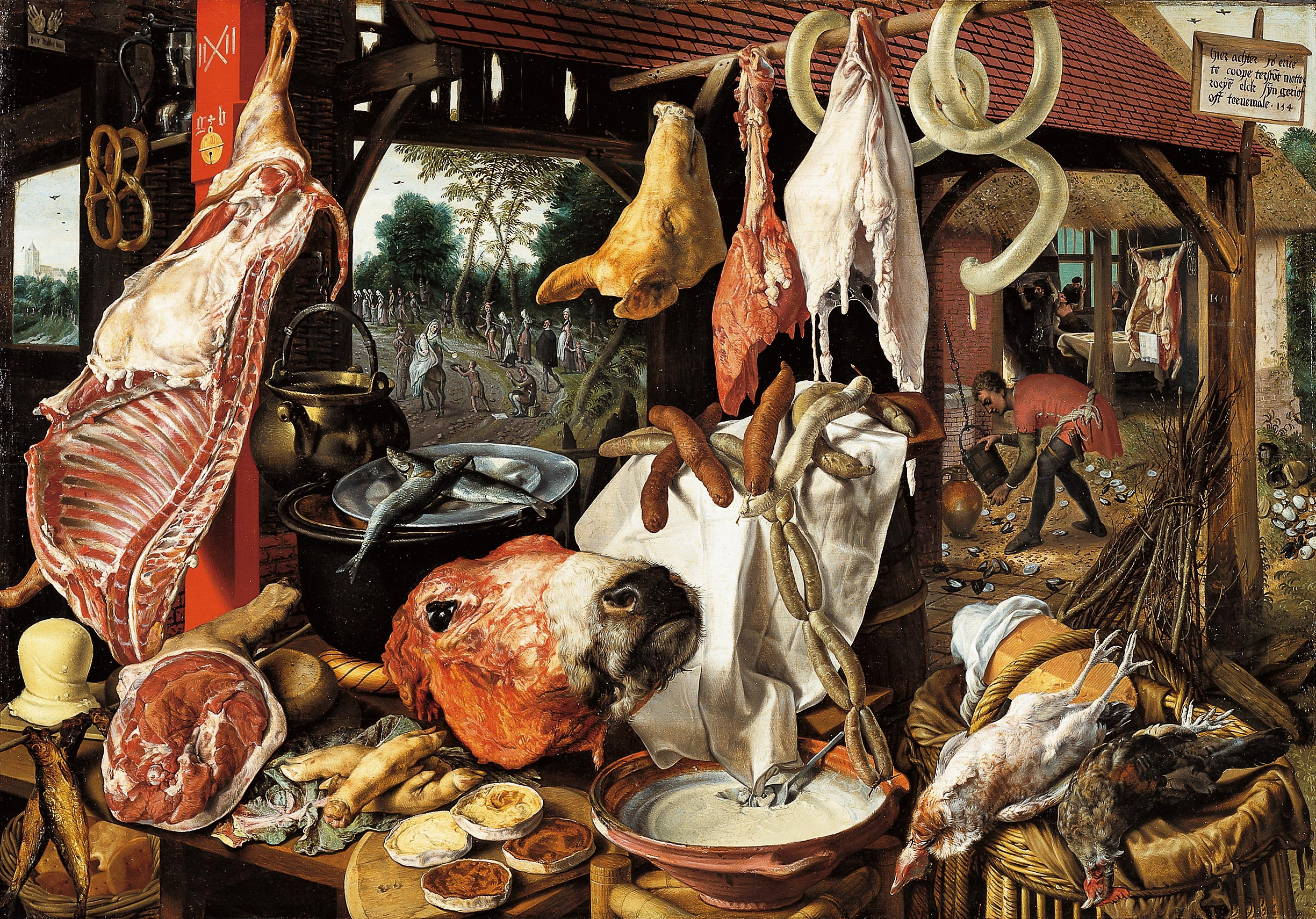
Bodegón con la Huida a Egipto, de Pieter Aertsen, 1551.

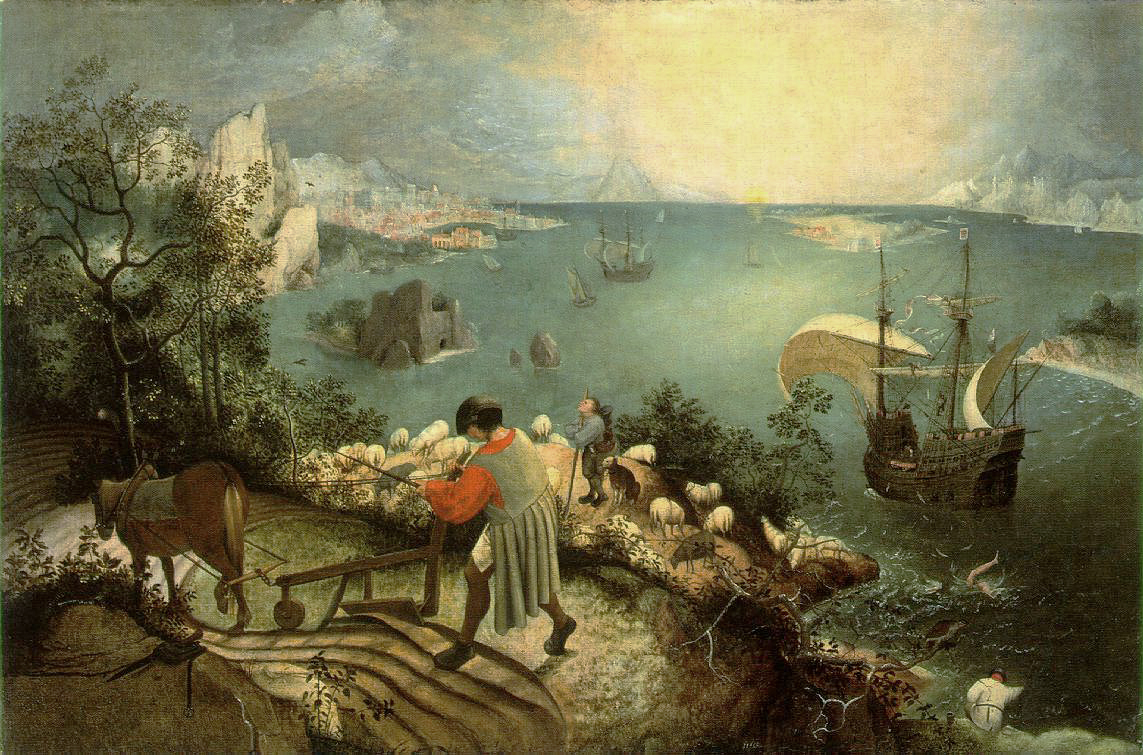
La caída de Ícaro, copia de un original de Pieter Brueghel el Viejo, 1554-1555.

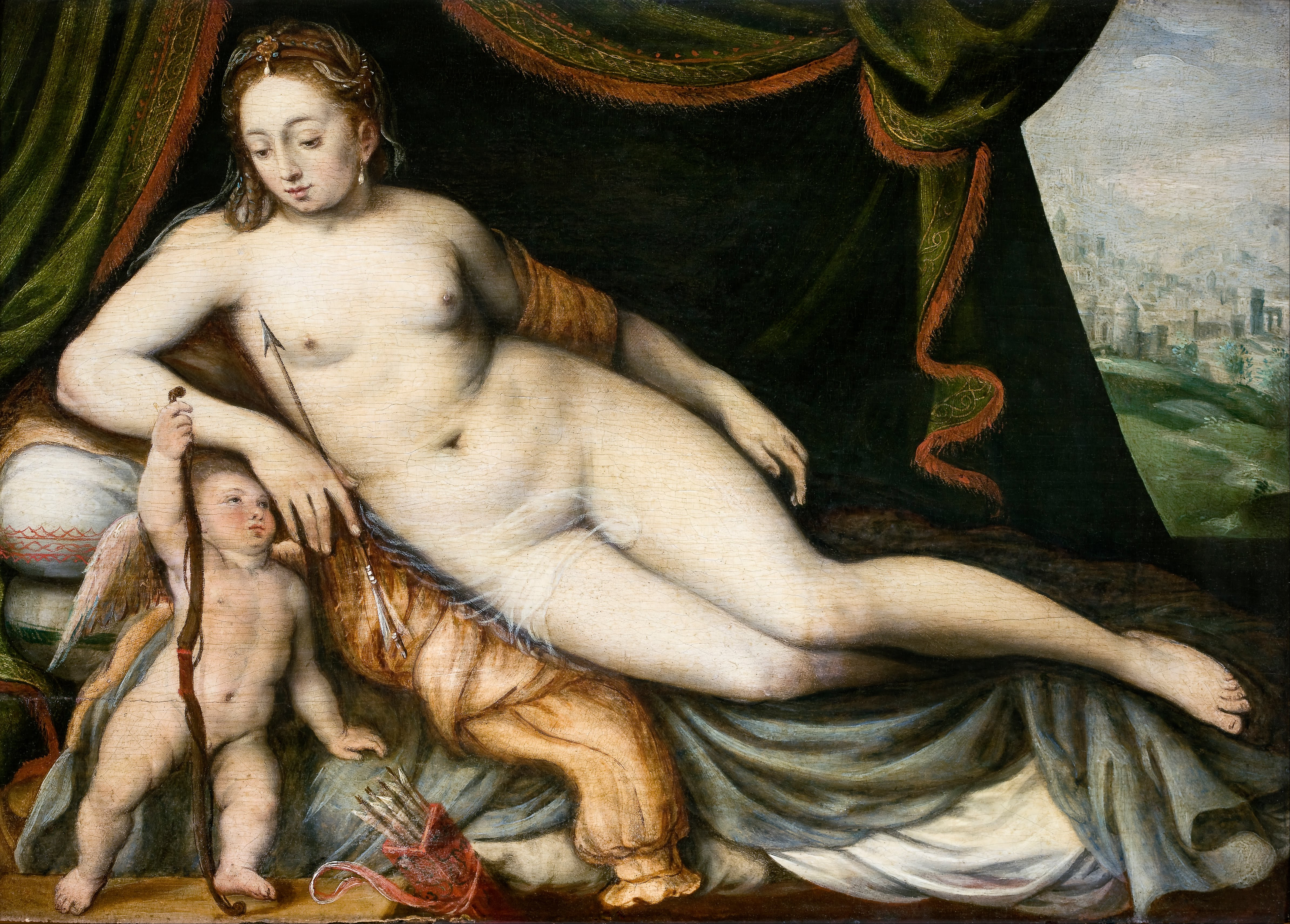
Venus y Cupido, de Frans Floris, mediados del.

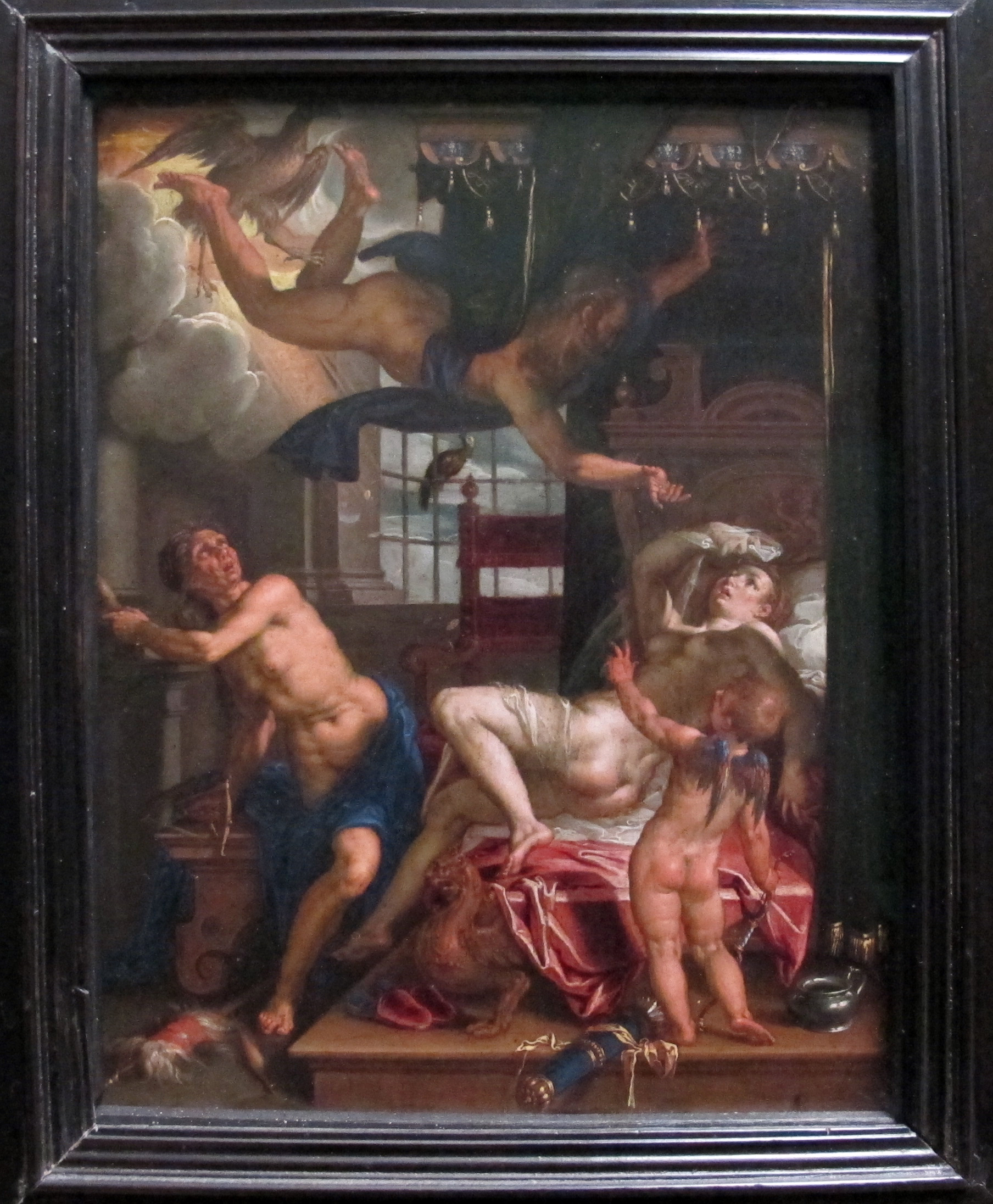
Júpiter entra en el cuarto de Danae, de Joachim Wtewael, ca. 1595-1605.

## Pintura
En pintura el Renacimiento flamenco incluye desde los seguidores de El Bosco y el Manierismo de Amberes de comienzos del siglo XVI hasta los manieristas tardíos del Norte, como Hendrik Goltzius y Joachim Wtewael, que llegan hasta comienzos del siglo XVII. Se basan a la vez en las innovaciones de la pintura italiana y en tradiciones locales. Amberes fue el más importante centro artístico de la zona, con gran pujanza hasta el saco de Amberes de 1576. Muchos artistas flamencos desarrollan su obra en otros lugares de Europa, como Jan Mabuse, Maarten van Heemskerck y Frans Floris, que jugaron un papel central en la adopción de modelos italianos para incorporarlos en su propio lenguaje artístico. Los maestros flamencos y holandeses del siglo XVI contribuyeron decisivamente a la aparición de nuevos temas pictóricos, como el paisaje (Joaquín Patinir) o las escenas de género (Pieter Brueghel el Viejo o Pieter Aertsen).
Las influencias del Renacimiento italiano, aunque se comenzaron a hacer sentir en los primitivos flamencos desde muy temprano, dada la fluidez de los contactos comerciales entre Italia y Flandes, no alteraron significativamente la continuidad de la tradición pictórica, esencialmente gótica, de la pintura flamenca hasta bien entrado el siglo XVI. El llamado "Maniersmo de Amberes" es un término con el que se etiqueta a un conjunto de pintores que integran una parte de influencia italiana, pero que permanecen en lo esencial como continuadores del estilo flamenco de los maestros antiguos. En cuanto a El Bosco, un artista muy peculiar, desarrolló un arte muy personal e individualista (a la vez "arcaizante" y "moderno"), con una iconografía aparentemente irracional, de muy compleja interpretación, que más que un nuevo estilo dio paso a un buen número de imitadores (como Jan Mandyn o Frans Verbeeck).
Una segunda fase es la de los denominados "romanistas"; que adoptan mucho más radicalmente las influencias italianas. 
Desde la segunda mitad del siglo XVI los pintores flamencos y holandeses comienzan a mostrar interés por la naturaleza y la belleza per se, lo que conduce a un estilo que incorpora elementos renacentistas, pero permanece alejado de la elegante ligereza de los maestros italianos, y entronca con los temas de los grandes maestros de la pintura barroca flamenca y holandesa: paisajes y escenas de género.
Esta evolución se observa en las obras de Joaquín Patinir (el tema principal, que sigue siendo salvo excepciones religioso, queda dominado por el paisaje) y Pieter Aertsen (lo mismo, por el bodegón), así como en Pieter Brueghel el Viejo, que en su tratamiento de la naturaleza y la vida cotidiana testimonia una preferencia por la condición natural del hombre independientemente de su estatus social. Como ejemplifica La caída de Ícaro (actualmente considerada como copia de un original suyo), atípica en muchos aspectos, combina varios aspectos del Renacimiento nórdico: interés por la Antigüedad, disimulo del tema alejándolo del primer plano, convirtiendo en protagonista a un campesino (que ni mira a la escena que da nombre a la obra), así como a la pintura misma. Muestra al hombre como un antihéroe, cómico y a veces grotesco.
Es característica la introducción de la pintura mitológica, así como del desnudo, buscando incluso en los temas religiosos excusas convenientes para la representación de escenas de contenido sexual, con buena demanda en el mercado de arte, cada vez más independizado de los comitentes institucionales.

### El retrato
El retrato pictórico había venido siendo una de los géneros más apreciados en la escuela flamenca desde los "primitivos". En el siglo XVI el retrato de corte alcanzó un nuevo nivel con Antonio Moro.

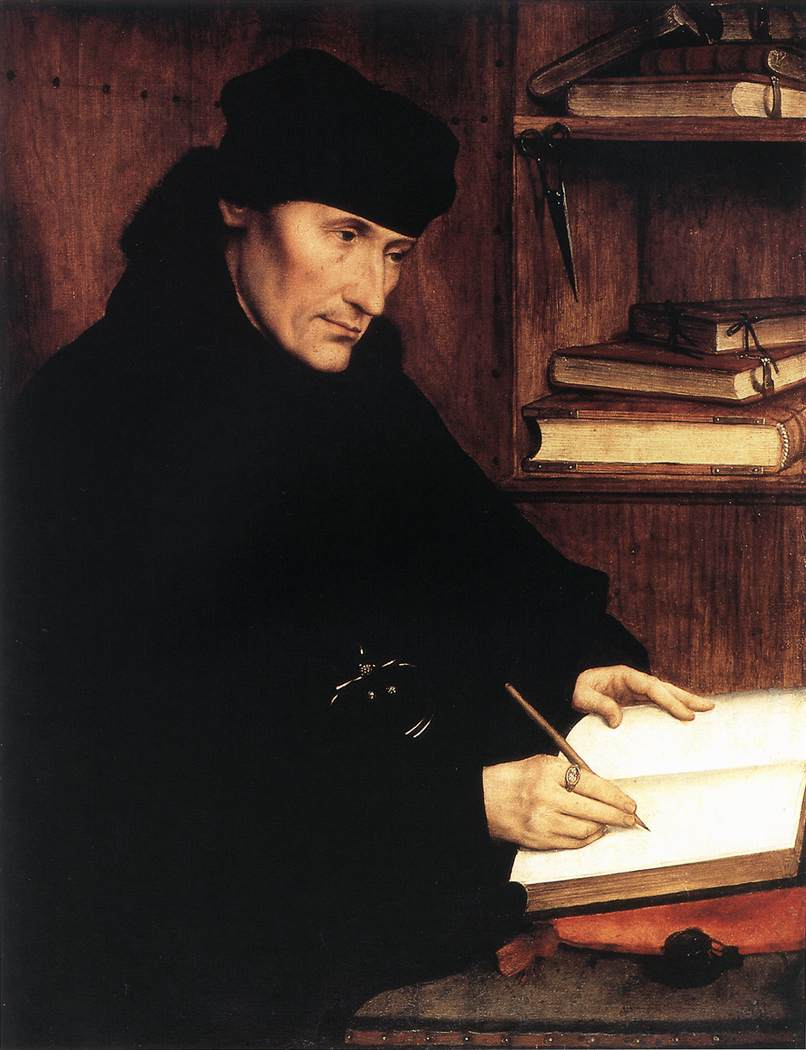
Retrato de Erasmo de Rotterdam, de Quentin Metsys, 1517.
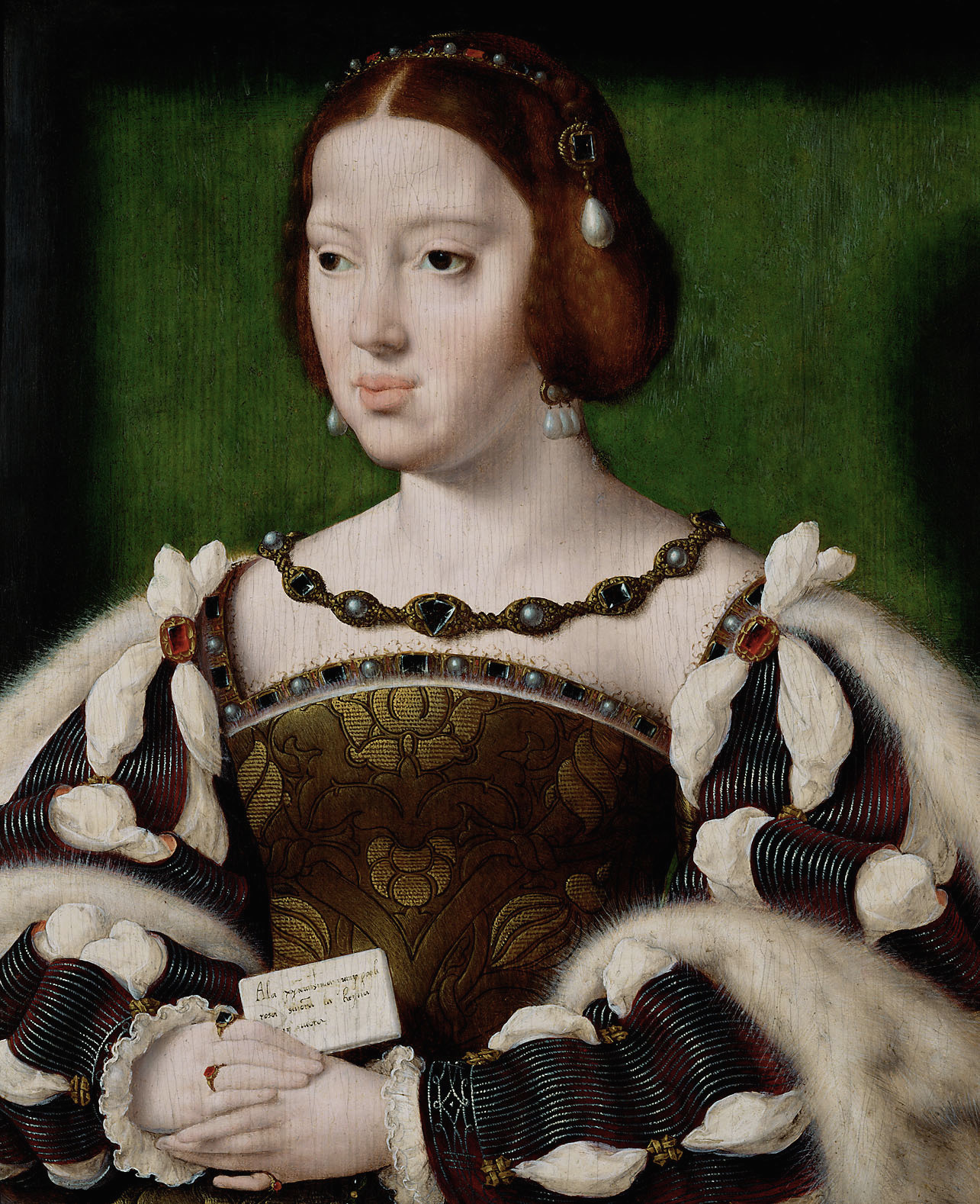
Retrato de Leonor de Austria, de Joos van Cleve, ca. 1530.
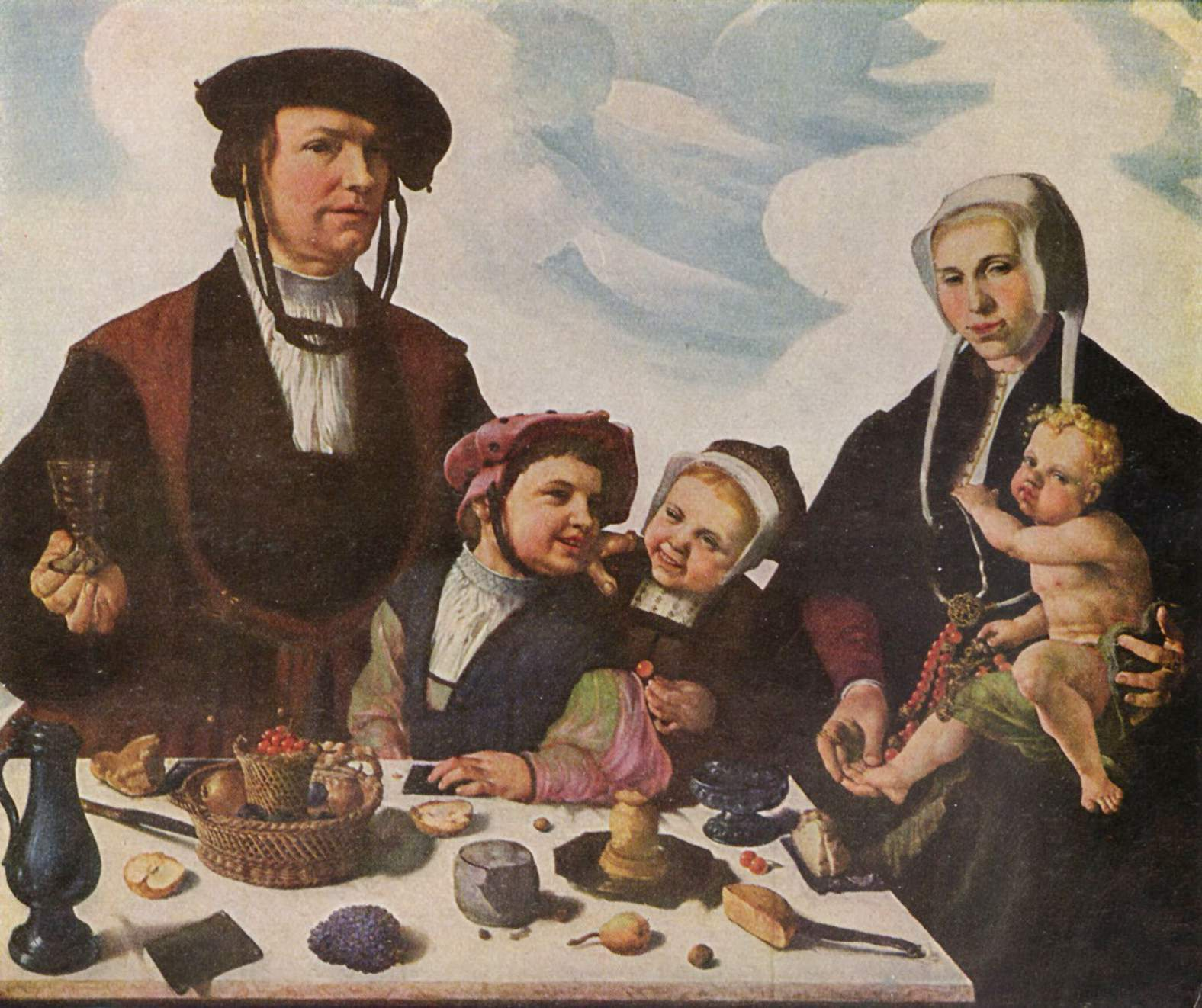
Retrato de familia, de Maarten van Heemskerck, antes de 1532.
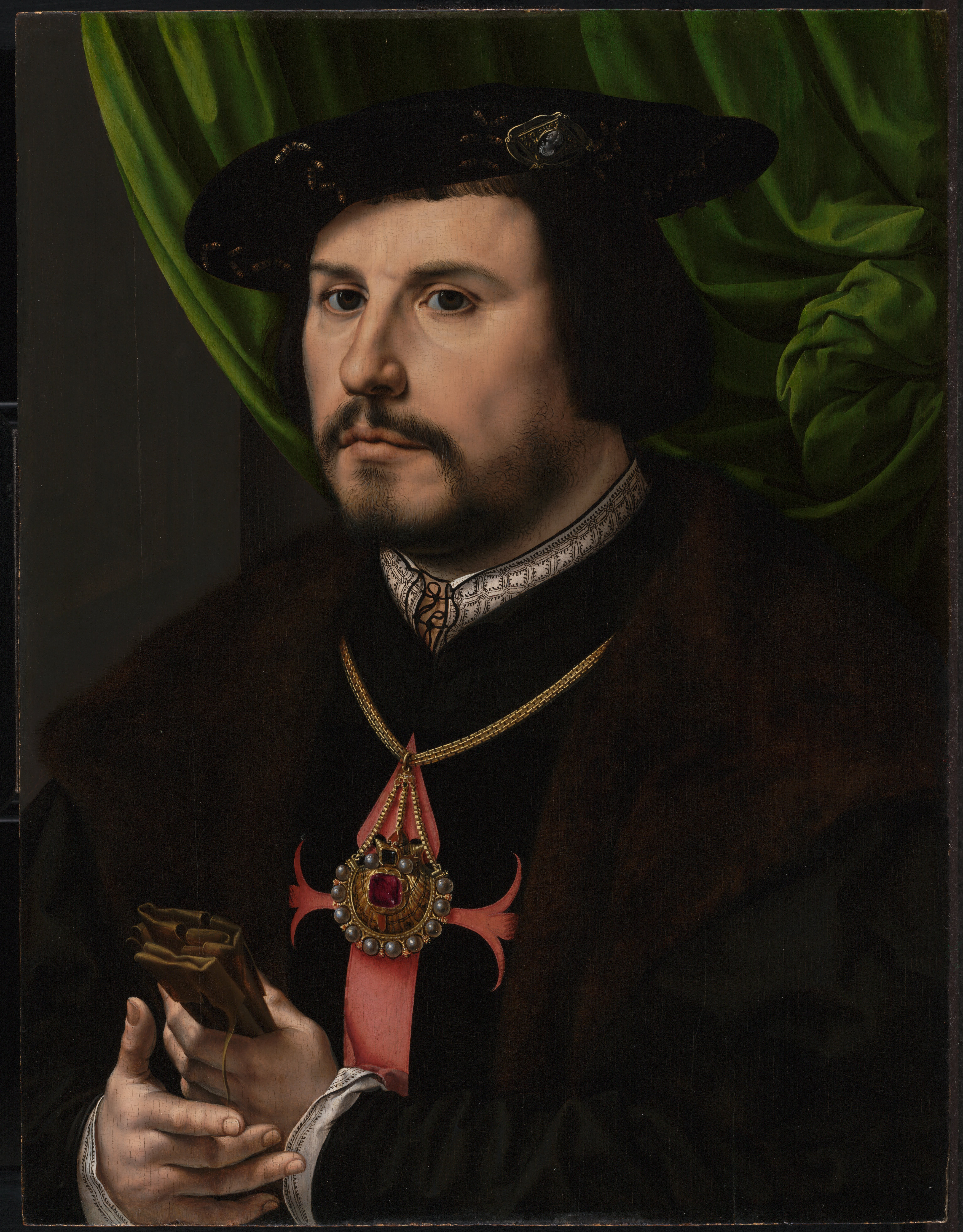
Retrato de Francisco de los Cobos, de Mabuse, ca. 1530-1532.
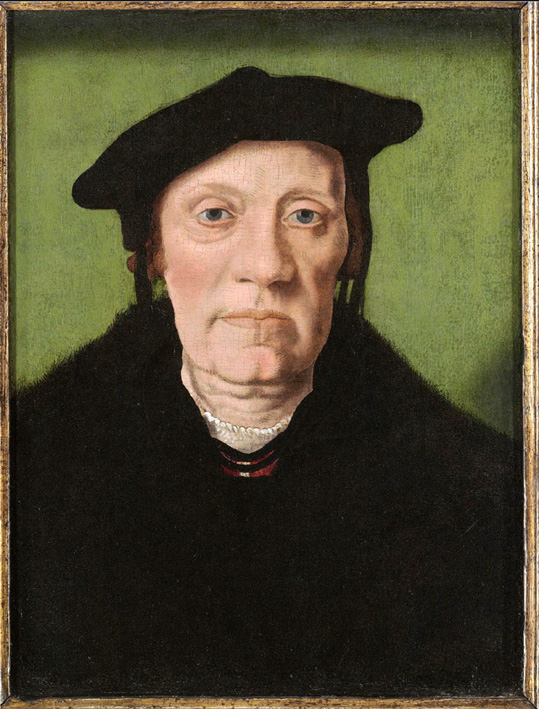
Retrato de Cornelis Aerentsz van der Dussen, de Jan van Scorel, ca. 1535.
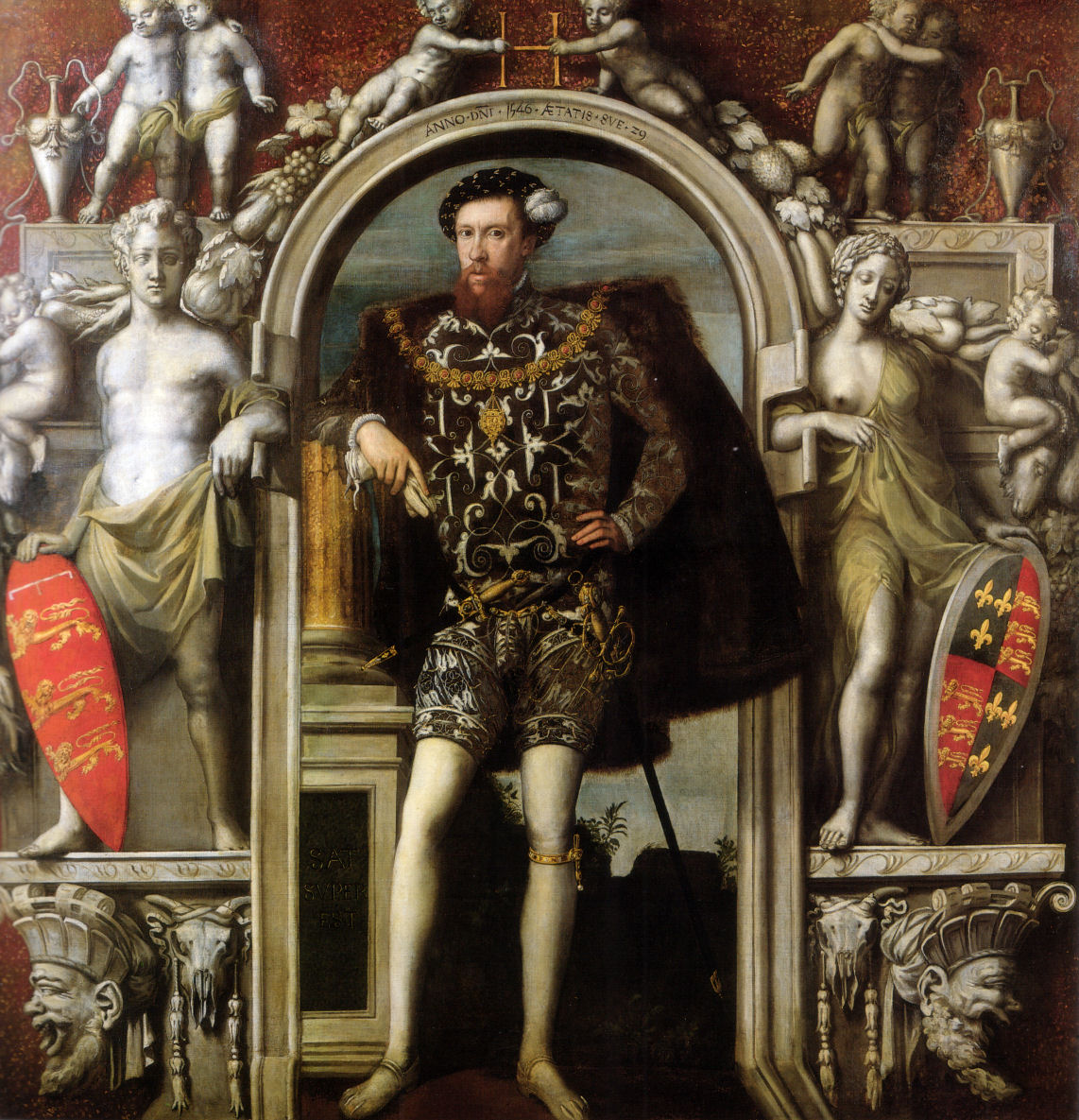
Retrato de Henry Howard, Conde de Surrey, 1546. Atribuido a William Scrots.
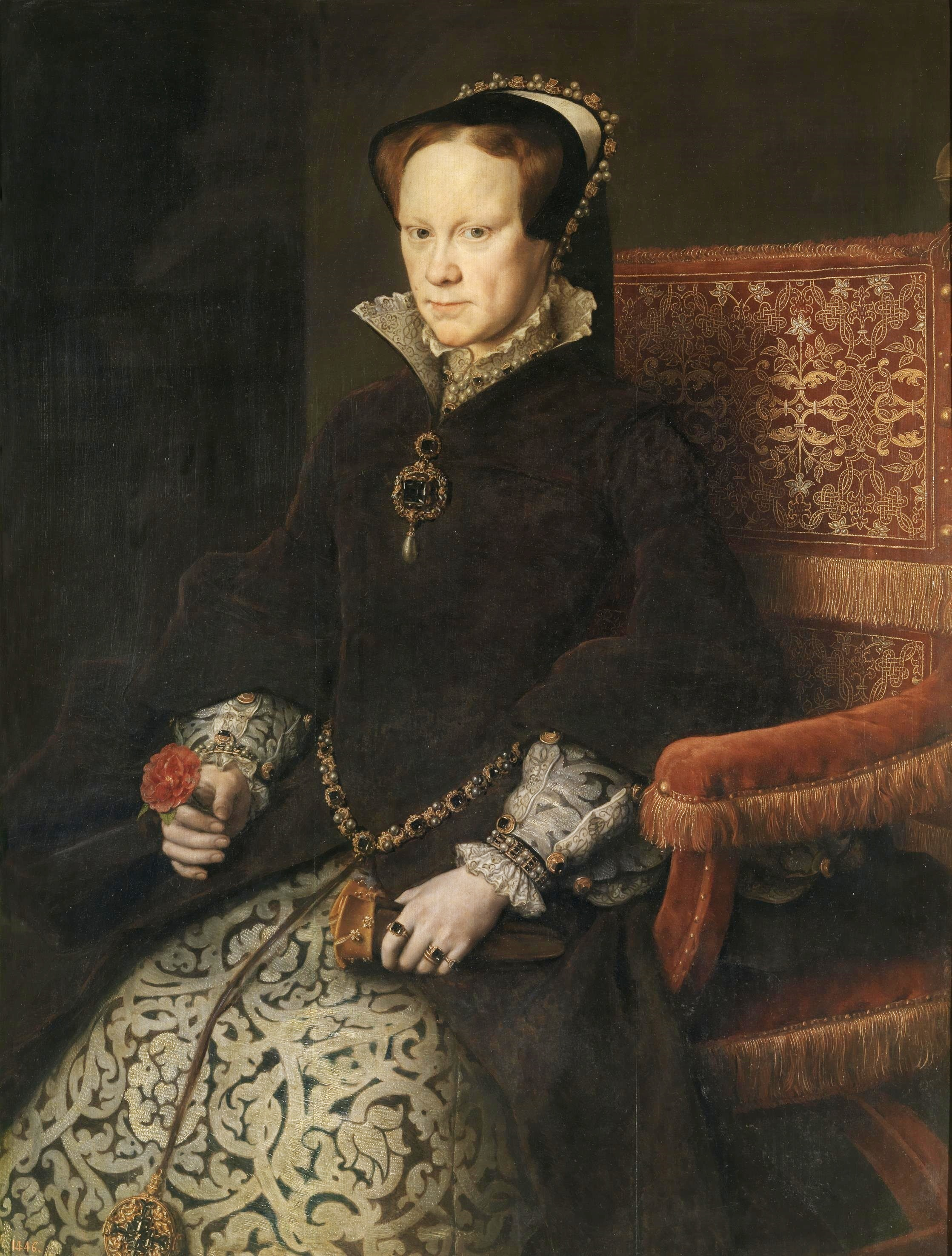
Retrato de Maria Tudor, de Antonio Moro, 1554.
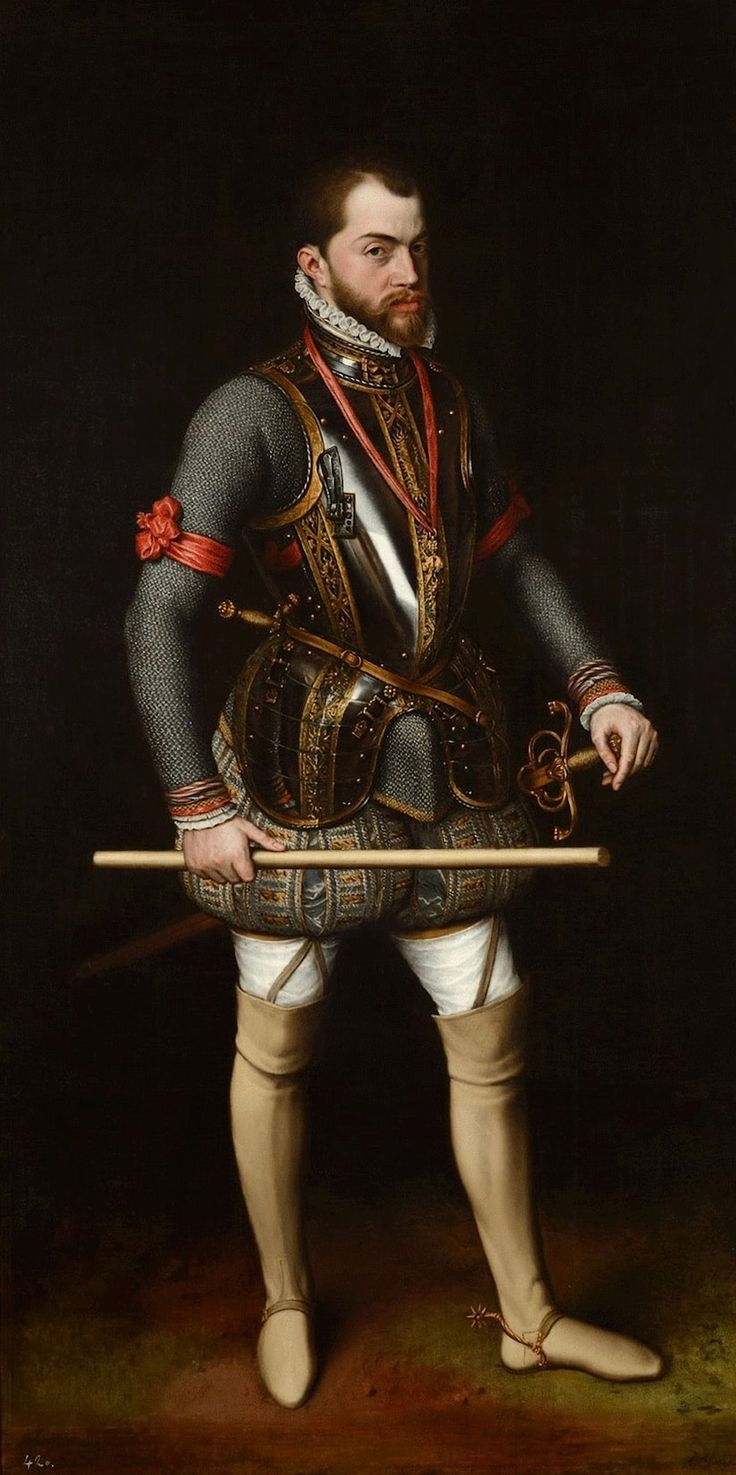
Retrato de Felipe II, de Antonio Moro, 1560.
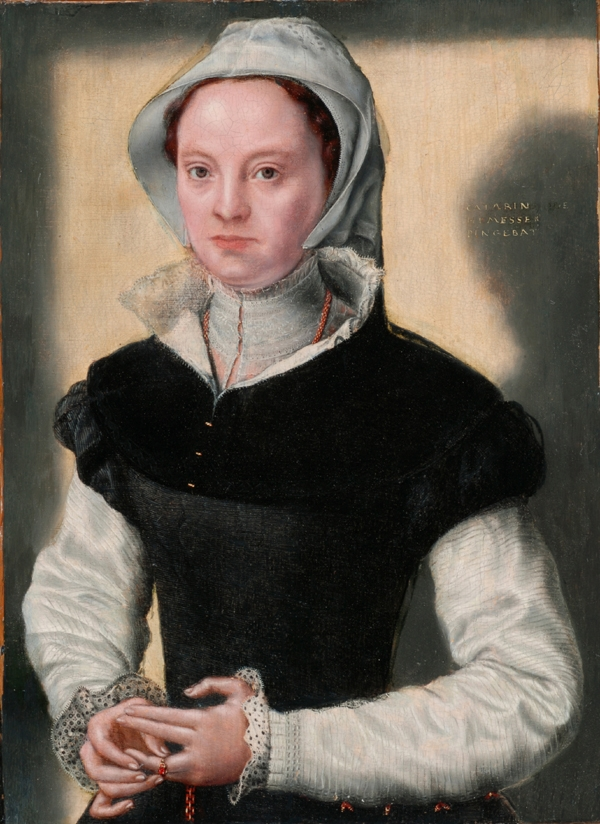
Retrato de dama, de Catharina van Hemessen, 1548.

### Caricaturas o escenas grotescas, satíricas y moralizantes
Se desarrollan en muchos casos ideas derivadas de los precedentes en el género de la caricatura y lo grotesco, como Leonardo da Vinci y el propio Hieronymus Bosch. Su lectura es satírica y moralizante. Un notable ejemplo es la obra de Quentin Massys, que mantuvo relación con Erasmo de Róterdam.

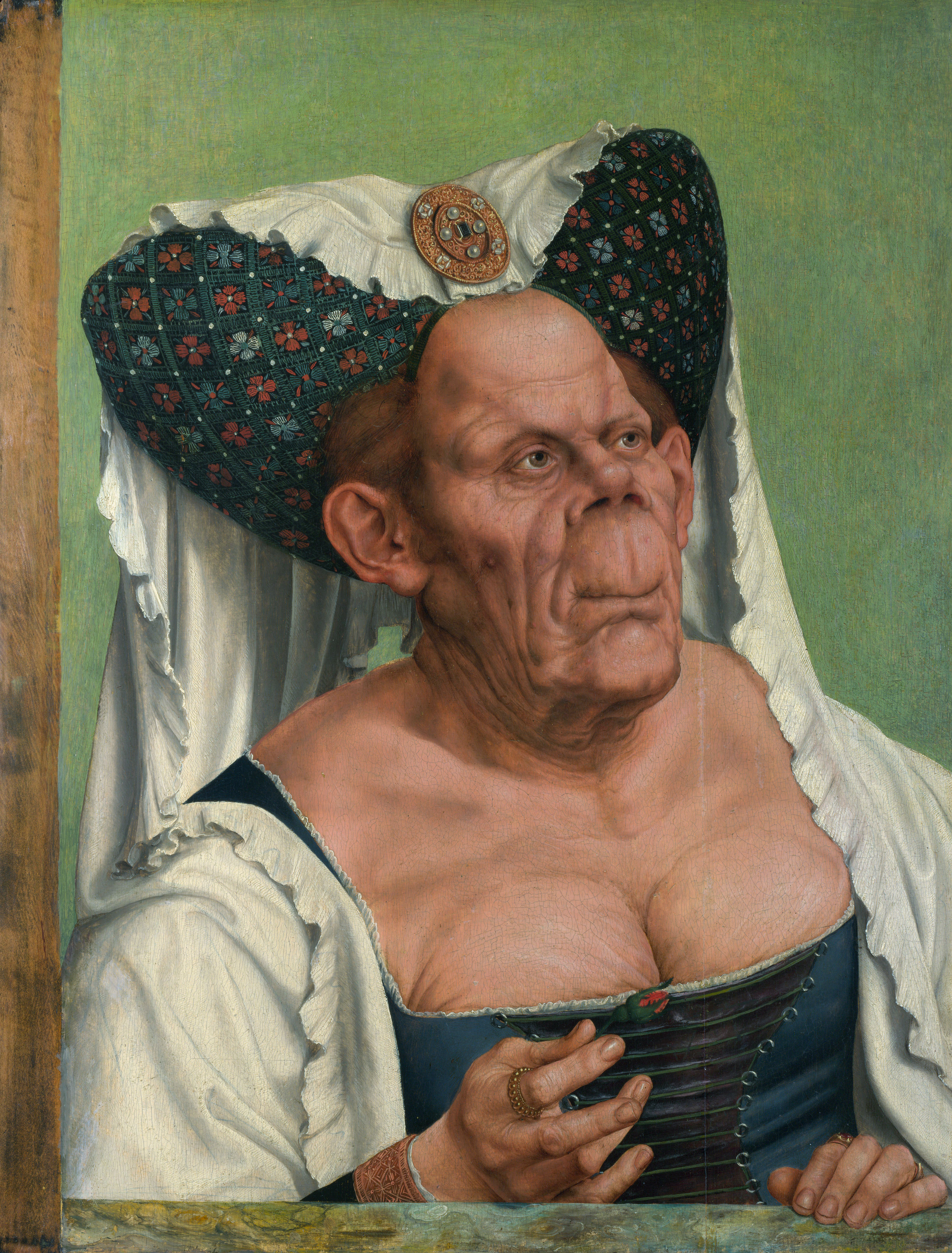
La duquesa fea, de Quentin Massys, ca. 1513. Compárese con Cabezas grotescas, de Leonardo, ca. 1490.
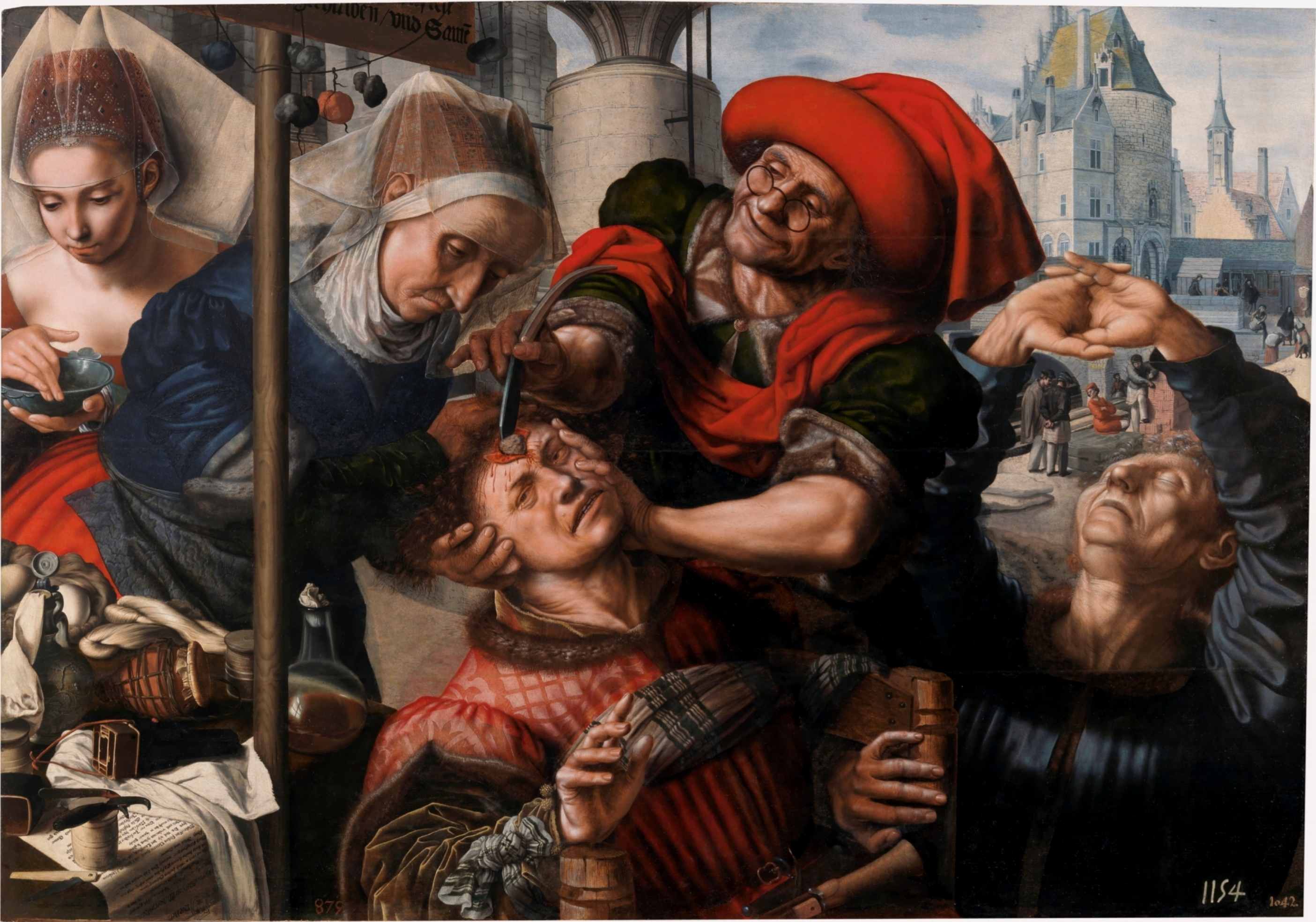
El cirujano, de Jan Sanders van Hemessen, ca. 1550-1555. Compárese con La extracción de la piedra de la locura, de El Bosco, ca. 1475-1480.
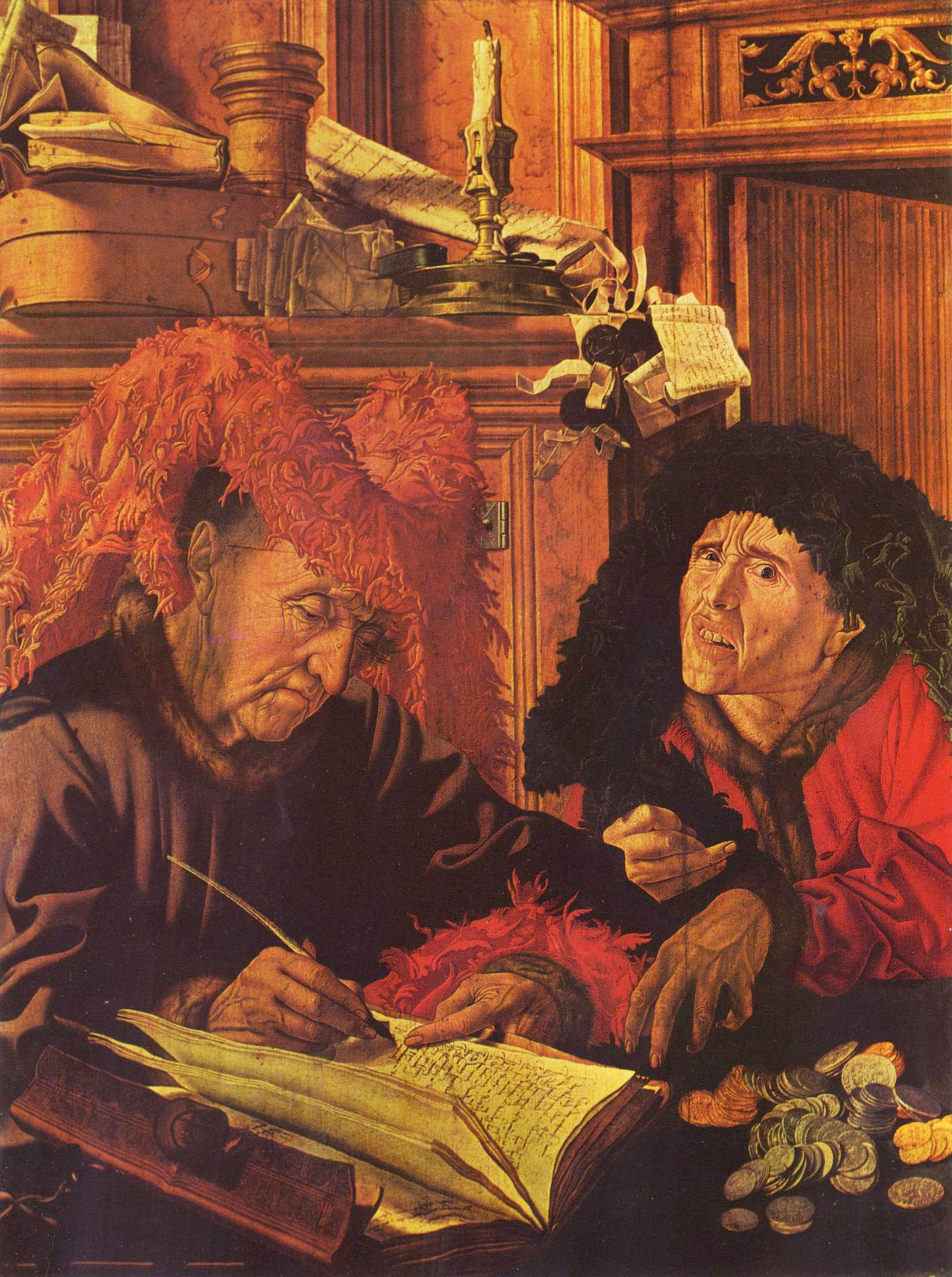
Los dos prestamistas, de Marinus van Reymerswaele, ca. 1540. Compárese con El cambista y su mujer, de Quentin Massys, ca. 1514.

### Paisajes y escenas de género

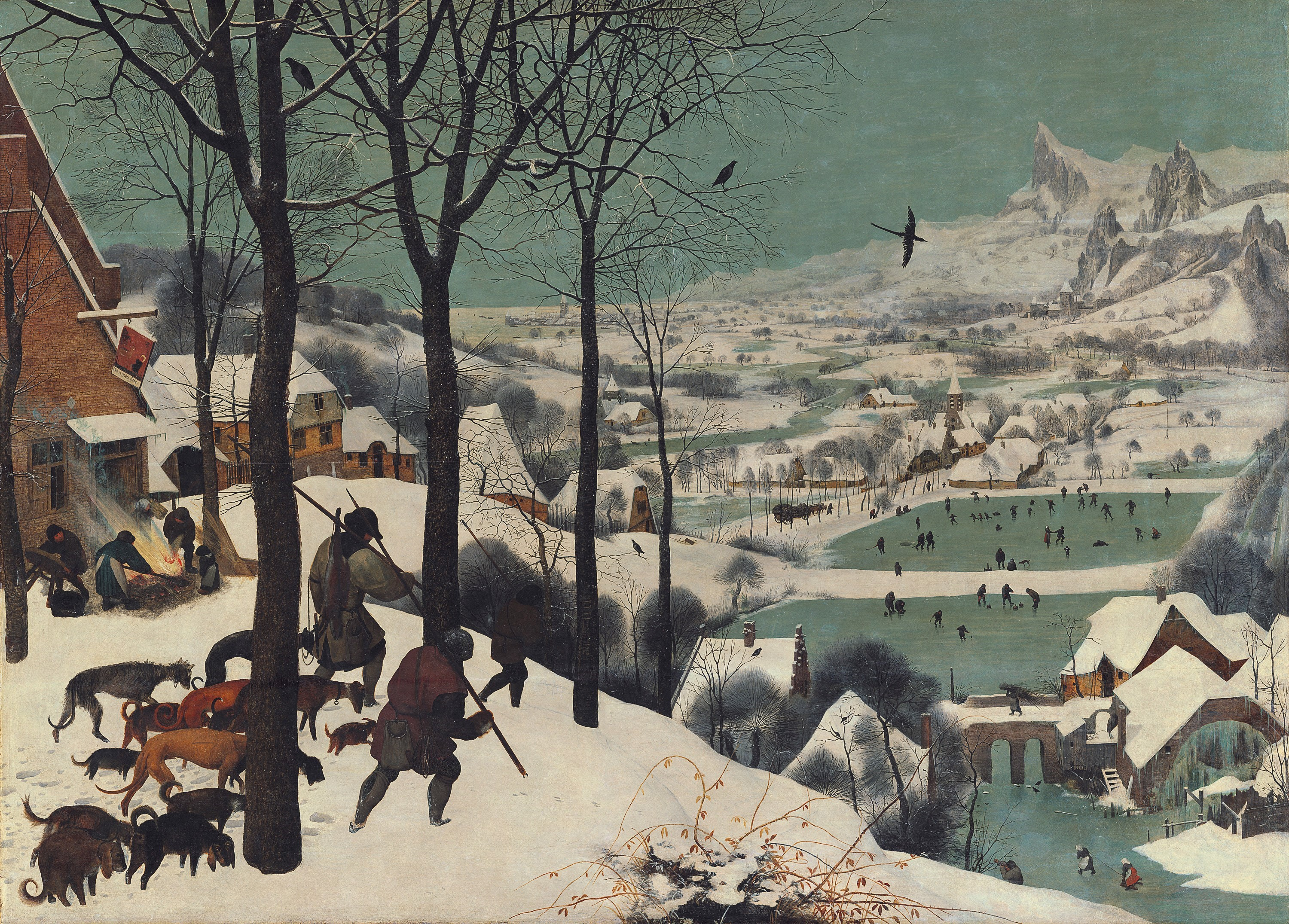
Los cazadores en la nieve, de Pieter Brueghel el Viejo, 1565.
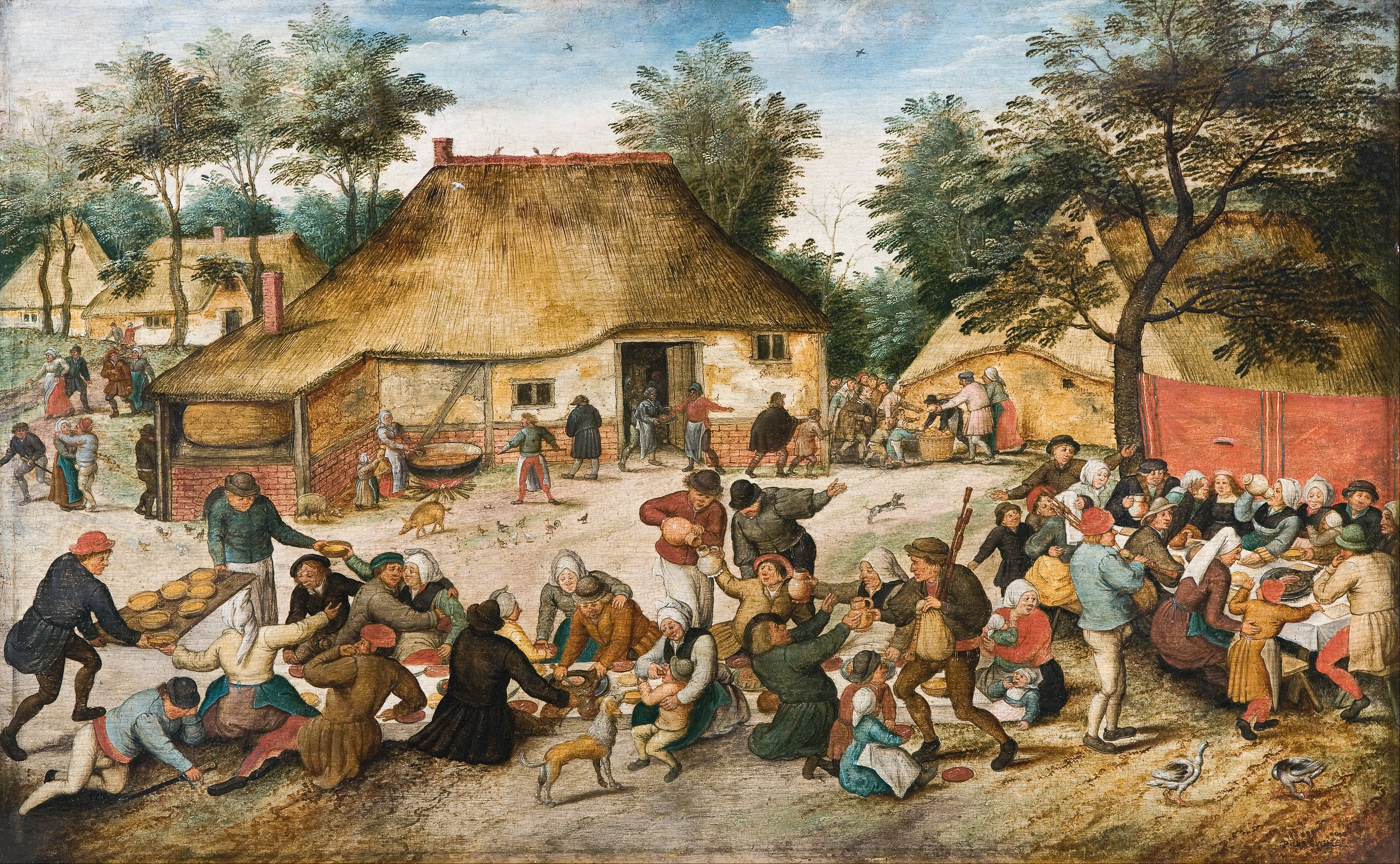
Boda campesina, de Pieter Brueghel el Joven.

### Dibujantes y grabadores
- Anton van den Wyngaerde
- Pieter Coecke van Aelst
- Cornelis Cort
- Hendrick Goltzius
- Maarten van Heemskerck
- Hans Sebald Beham
- Bartholomeus Spranger
- Jacob Matham
- Hieronymus Cock
- Familia Van de Passe
- Familia Sadeler[9]
- Familia Wierix[10]
- Dominicus Custos[11]
- Jan Baptist Zangrius[12]

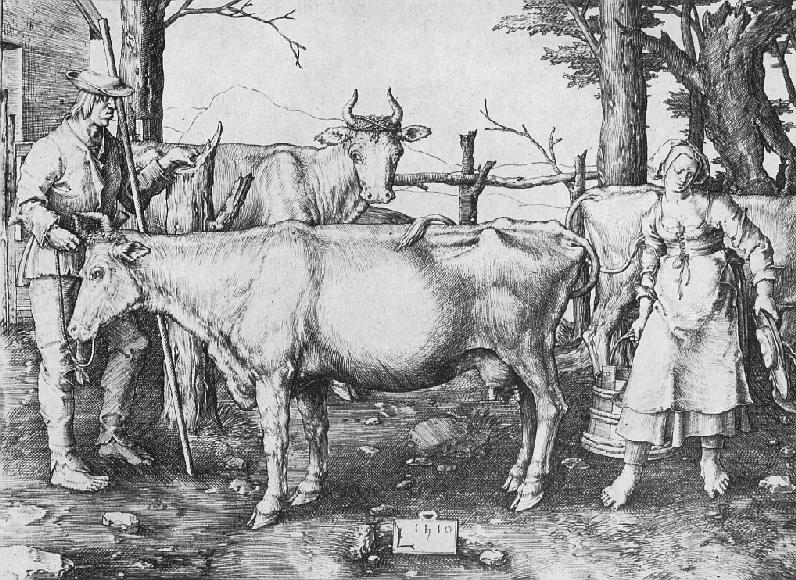
La lechera, 1510; famoso grabado de Lucas de Leyden que admiró Rembrandt.
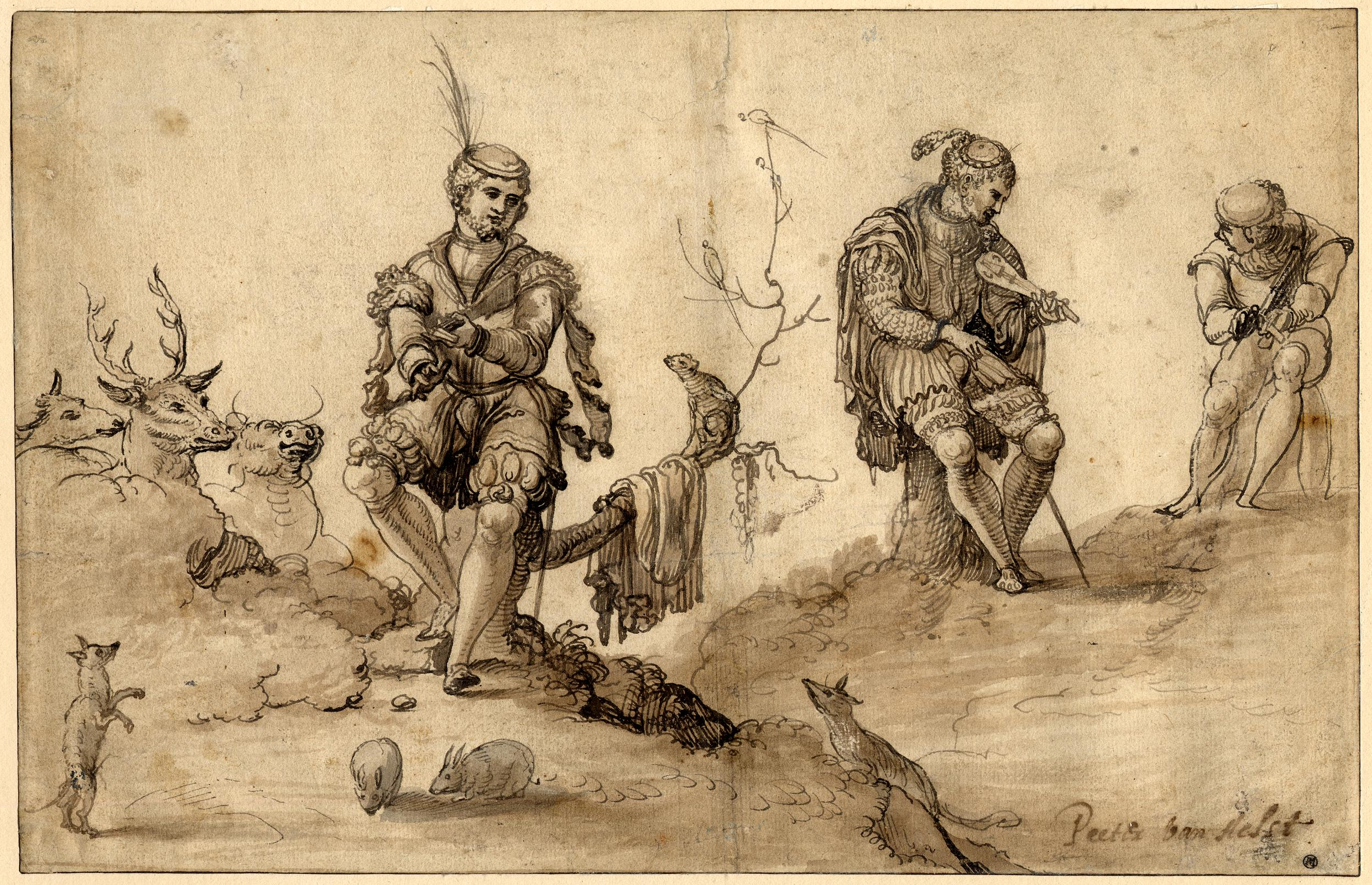
Tres estudios para Orfeo, de Pieter Coecke van Aelst, ca. 1527–1550.
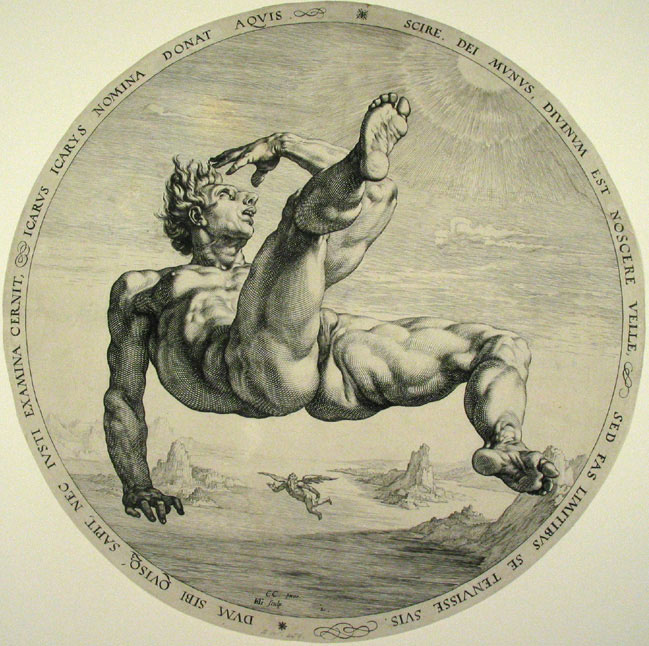
Ícaro, de Hendrik Goltzius, 1588.

### Historiografía del arte
Karel van Mander ("el Vasari del Norte") escribió Het schilder-boek (1604), un equivalente a Le vite para los maestros flamencos. Entre sus fuentes estuvo Pictorum aliquot celebrium Germaniae inferioris effigies (1572), una colección de 23 grabados de Dominicus Lampsonius que retratan a los más célebres pintores flamencos, y los presentan con versos latinos alusivos (denominando su zona geográfica en términos clásicos, como "Germania inferior"). En cuanto a las fuentes de esta colección, además de la experiencia personal de su autor, con contactos en la academia de Lambert Lombard, estuvo la obra de Ludovico Guicciardini Descrittione di tutti i Paesi Bassi (1567).

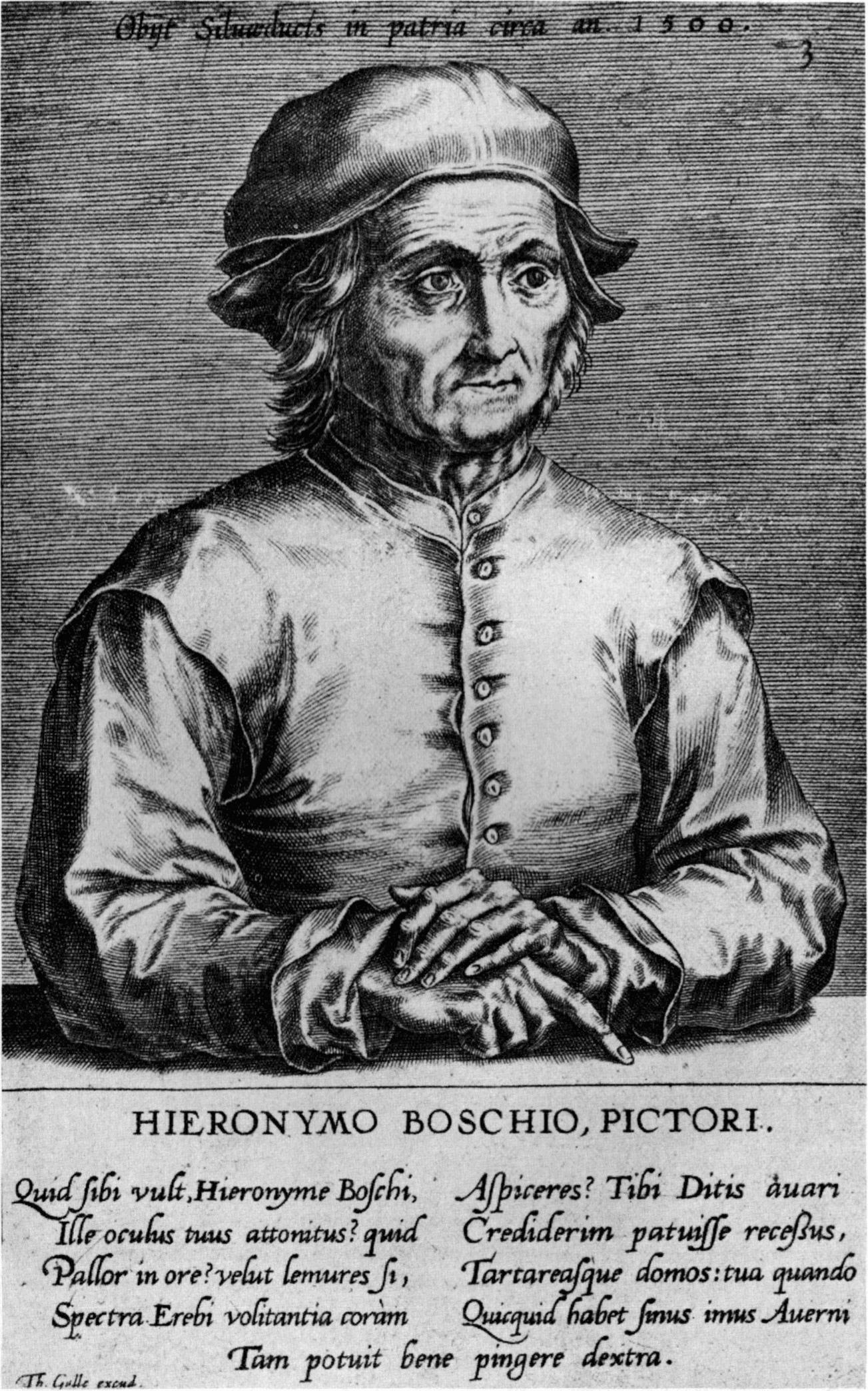
Hieronymo Boschio pictori.
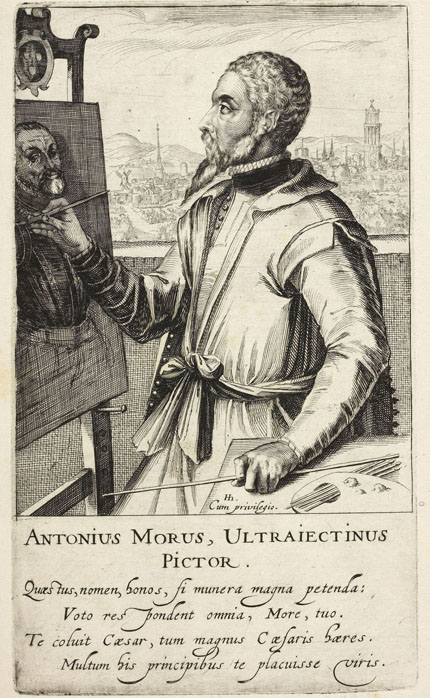
Antonius Morus, Ultrajectinus Pictor.

### Otros pintores flamencos delsigloXVI
- Jan van Amstel
- Simon Bening
- Herri met de Bles
- Lancelot Blondeel
- Denys Calvaert
- Cornelis van Dalem (paisajista)
- Jan van Dornicke
- Hans Eworth
- Lucas Gassel (paisajista)
- Guillaume Key
- Lambert Lombard
- Corneille de Lyon
- Jan Mostaert
- Bernard van Orley
- Familia Pourbus:

- Pieter Pourbus
- Frans Pourbus el Viejo
- Frans Pourbus el Joven

- Jan Provost
- Levina Teerlinc
- Jacob van Utrecht
- Adrien Ysenbrandt
- Jan van Wechelen (paisajes y escenas de género)

## Tapices

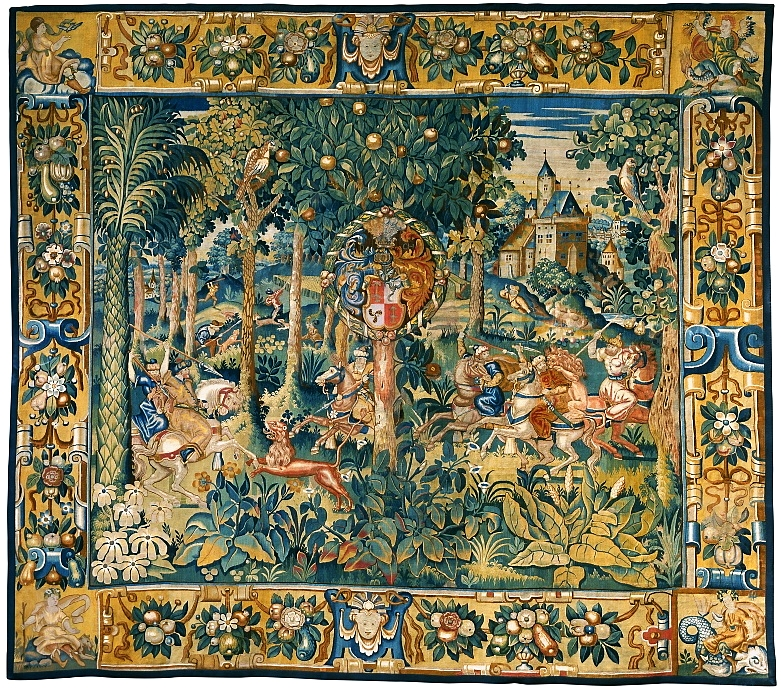
Tapiz flamenco de la segunda mitad del siglo XVI.
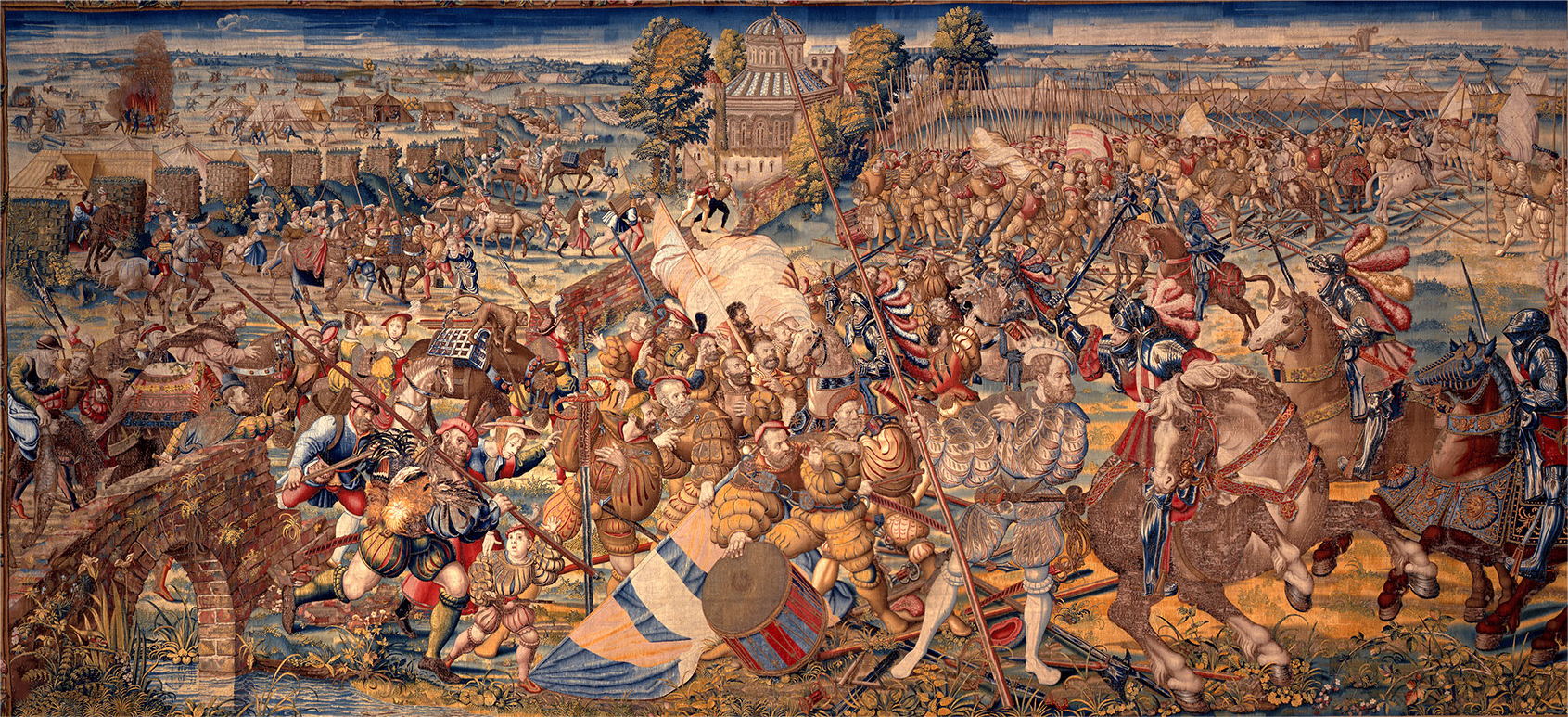
Fuga de los civiles del campo francés. Los suizos reh'usan avanzar a pesar de las órdenes de su comandante, quinto de los siete tapices de la serie de la Batalla de Pavía, realizados en Bruselas por William Dermoyen entre 1528 y 1531 sobre cartones de Bernard van Orley.

## Música
- Josquin des Prés (finales del XV y comienzos del XVI).
- Adrian Willaert (se trasladó a Venecia).
- Adrianus Petit Coclico[13] (Compendium Musices, 1552).
- Emmanuel Adriaenssen[14] (padre de dos pintores).